# NFL
ナショナル・フットボール・リーグ（英語: National Football League、略称：NFL）は、アメリカ合衆国のプロアメリカンフットボールリーグである。

## 概説
1920年にアメリカン・プロフェッショナル・フットボール・アソシエーション（英語: American Professional Football Association, APFA）として4チームにより発足し、2年後の1922年に現在の名称であるナショナル・フットボール・リーグ（以下、NFL）に改名した。
過去、NFLに対抗したプロフットボールのリーグがいくつか創設されたが、その対抗リーグよりNFLに編入されたチームがいくつか存在する。その中でも、1960年から1969年に存在したアメリカン・フットボール・リーグ(AFL)はNFLの最大のライバルとなり、1970年に両リーグがほぼ対等合併の形でリーグ統合を行い、現在の形のNFLが誕生した。
現在のNFLは32チームにより編成されており、アメリカン・フットボール・カンファレンスとナショナル・フットボール・カンファレンスの二つのカンファレンスに16チームずつが所属している。さらに各カンファレンスには東、北、南、西の4つの地区があり、各地区に4チームずつが所属している。試合形式は9月から12月もしくは1月にかけて行われるレギュラーシーズンで各チームが17試合を戦い、各カンファレンスの上位7チームが1月に行われるプレーオフに進出し、一発勝負のトーナメント方式でカンファレンス優勝を争う。各カンファレンスで優勝したチームは、2月上旬に行われるリーグ優勝決定戦のスーパーボウルに出場し、その試合の勝利チームがNFLの年間王者となる。また、オールスターゲームであるプロボウルはスーパーボウルの前週に開催される。
NFLは北米4大プロスポーツリーグの中で最も人気が高く、レギュラーシーズンの1試合平均観客動員数は6万7000人を超えている。特にスーパーボウルは同国最大のスポーツイベントであり、毎年テレビ番組で年間最高視聴率を記録するなど、圧倒的な注目を集めている。2021年に試合中継の放映・配信契約をメディア各社と11年間の総額1100億ドルで新たに結んだ。また2019年シーズンの収益は約160億ドルであり、メジャーリーグベースボールなどを大きく引き離し、経済的に世界最大のプロスポーツリーグである。その証左に、アメリカの経済誌フォーブスによる2021年のスポーツ選手長者番付において、競技別でアメリカンフットボール選手が最も多くランクインしている。また最も価値があるスポーツチーム50選のランキングにて、毎年最も多くのチームがランクインしており、2022年にはダラス・カウボーイズが首位である。レベニュー・シェアリングという収入平準化制度に代表されるように、各チームの戦力や資金力の均等化を追求することによってリーグの活性化を図っていることでも知られる。

## 加盟チーム

### 地区編成
全米各地の32チームから成り、アメリカン・フットボール・カンファレンス (American Football Conference; AFC)と、ナショナル・フットボール・カンファレンス (National Football Conference; NFC) の2つのカンファレンスに16チームずつが所属している。カンファレンスはさらに東、北、南、西の4つの地区（ディビジョン）に別れ、4チームずつが所属している。
1970年にAFLとNFLが統合したことによりAFC東中西、NFC東中西の6地区が成立し、2002年に現行の2カンファレンス各4地区制に移行した。

### チーム一覧
| 地区                                     | チーム                                                          | 創設年 | 加盟年 | 本拠地                                                                  |
| ---------------------------------------- | --------------------------------------------------------------- | ------ | ------ | ----------------------------------------------------------------------- |
| アメリカン・フットボール・カンファレンス |                                                                 |        |        |                                                                         |
| 東地区                                   | バッファロー・ビルズ Buffalo Bills (BUF)                        | 1959年 | 1970年 | ニューヨーク州オーチャードパーク ハイマーク・スタジアム                 |
| 東地区                                   | マイアミ・ドルフィンズ Miami Dolphins (MIA)                     | 1966年 | 1970年 | フロリダ州マイアミガーデンズ ハードロック・スタジアム                   |
| 東地区                                   | ニューイングランド・ペイトリオッツ New England Patriots (NE)    | 1959年 | 1970年 | マサチューセッツ州フォックスボロ ジレット・スタジアム                   |
| 東地区                                   | ニューヨーク・ジェッツ New York Jets (NYJ)                      | 1960年 | 1970年 | ニュージャージー州イーストラザフォード メットライフ・スタジアム         |
| 北地区                                   | ボルチモア・レイブンズ Baltimore Ravens (BAL)                   | 1996年 | 1996年 | メリーランド州ボルチモア M&Tバンク・スタジアム                          |
| 北地区                                   | シンシナティ・ベンガルズ Cincinnati Bengals (CIN)               | 1968年 | 1970年 | オハイオ州シンシナティ ポール・ブラウン・スタジアム                     |
| 北地区                                   | クリーブランド・ブラウンズ Cleveland Browns (CLE)               | 1946年 | 1950年 | オハイオ州クリーブランド ファーストエナジー・スタジアム                 |
| 北地区                                   | ピッツバーグ・スティーラーズ Pittsburgh Steelers (PIT)          | 1933年 | 1933年 | ペンシルベニア州ピッツバーグ ハインツ・フィールド                       |
| 南地区                                   | ヒューストン・テキサンズ Houston Texans (HOU)                   | 2002年 | 2002年 | テキサス州ヒューストン NRGスタジアム                                    |
| 南地区                                   | インディアナポリス・コルツ Indianapolis Colts (IND)             | 1953年 | 1953年 | インディアナ州インディアナポリス ルーカス・オイル・スタジアム           |
| 南地区                                   | ジャクソンビル・ジャガーズ Jacksonville Jaguars (JAC/JAX)       | 1995年 | 1995年 | フロリダ州ジャクソンビル TIAAバンク・フィールド                         |
| 南地区                                   | テネシー・タイタンズ Tennessee Titans (TEN)                     | 1960年 | 1970年 | テネシー州ナッシュビル ニッサン・スタジアム                             |
| 西地区                                   | デンバー・ブロンコス Denver Broncos (DEN)                       | 1960年 | 1970年 | コロラド州デンバー エンパワー・フィールド・アット・マイル・ハイ         |
| 西地区                                   | カンザスシティ・チーフス Kansas City Chiefs (KC)                | 1960年 | 1970年 | ミズーリ州カンザスシティ アローヘッド・スタジアム                       |
| 西地区                                   | ロサンゼルス・チャージャーズ Los Angeles Chargers (LAC)         | 1960年 | 1970年 | カリフォルニア州イングルウッド SoFiスタジアム                           |
| 西地区                                   | ラスベガス・レイダース Las Vegas Raiders (LV)                   | 1960年 | 1970年 | ネバダ州ラスベガス アレジアント・スタジアム                             |
| ナショナル・フットボール・カンファレンス |                                                                 |        |        |                                                                         |
| 東地区                                   | ダラス・カウボーイズ Dallas Cowboys (DAL)                       | 1960年 | 1960年 | テキサス州アーリントン AT&Tスタジアム                                   |
| 東地区                                   | ニューヨーク・ジャイアンツ New York Giants (NYG)                | 1925年 | 1925年 | ニュージャージー州イーストラザフォード メットライフ・スタジアム         |
| 東地区                                   | フィラデルフィア・イーグルス Philadelphia Eagles (PHI)          | 1933年 | 1933年 | ペンシルベニア州フィラデルフィア リンカーン・フィナンシャル・フィールド |
| 東地区                                   | ワシントン・コマンダース Washington Commanders (WAS)            | 1932年 | 1932年 | メリーランド州ランドーバー フェデックスフィールド                       |
| 北地区                                   | シカゴ・ベアーズ Chicago Bears (CHI)                            | 1919年 | 1920年 | イリノイ州シカゴ ソルジャー・フィールド                                 |
| 北地区                                   | デトロイト・ライオンズ Detroit Lions (DET)                      | 1929年 | 1930年 | ミシガン州デトロイト フォード・フィールド                               |
| 北地区                                   | グリーンベイ・パッカーズ Green Bay Packers (GB)                 | 1919年 | 1921年 | ウィスコンシン州グリーンベイ ランボー・フィールド                       |
| 北地区                                   | ミネソタ・バイキングス Minnesota Vikings (MIN)                  | 1961年 | 1961年 | ミネソタ州ミネアポリス USバンク・スタジアム                             |
| 南地区                                   | アトランタ・ファルコンズ Atlanta Falcons (ATL)                  | 1966年 | 1966年 | ジョージア州アトランタ メルセデスベンツ・スタジアム                     |
| 南地区                                   | カロライナ・パンサーズ Carolina Panthers (CAR)                  | 1995年 | 1995年 | ノースカロライナ州シャーロット バンク・オブ・アメリカ・スタジアム       |
| 南地区                                   | ニューオーリンズ・セインツ New Orleans Saints (NO)              | 1967年 | 1967年 | ルイジアナ州ニューオーリンズ シーザーズ・スーパードーム                 |
| 南地区                                   | タンパベイ・バッカニアーズ Tampa Bay Buccaneers (TB)            | 1976年 | 1976年 | フロリダ州タンパ レイモンド・ジェームス・スタジアム                     |
| 西地区                                   | アリゾナ・カージナルス Arizona Cardinals (ARI)                  | 1898年 | 1920年 | アリゾナ州グレンデール ステートファーム・スタジアム                     |
| 西地区                                   | ロサンゼルス・ラムズ Los Angeles Rams (LAR)                     | 1936年 | 1937年 | カリフォルニア州イングルウッド SoFiスタジアム                           |
| 西地区                                   | サンフランシスコ・フォーティナイナーズ San Francisco 49ers (SF) | 1946年 | 1950年 | カリフォルニア州サンタクララ リーバイス・スタジアム                     |
| 西地区                                   | シアトル・シーホークス Seattle Seahawks (SEA)                   | 1976年 | 1976年 | ワシントン州シアトル ルーメン・フィールド                               |

## シーズン

### プレシーズン
プレシーズンは8月に通常各チームが3試合を戦う。ホール・オブ・フェイム・ゲームが伝統的にプレシーズンの最初に行われる試合である。プレシーズンゲームは公式戦ではないため、主力選手は調整のために出場を控えることも多い。それにもかかわらず好カードは主要ネットワークによって全米中継される。

### レギュラーシーズン

#### フォーマット
レギュラーシーズンは9月第1週〜からの18週であり、その間に各チームが17試合を戦う（全272試合）。各チームには第4週から第12週の間に「バイ・ウィーク」としてシーズン中に1週の休みが設けられている。2021年シーズンから試合数が16から17に増加した。
17試合の内訳について、現在のフォーマットは以下のとおり。
1. 同カンファレンスの同地区の3チームと総当たりで2試合ずつ（計6試合）。
ホーム・アンド・アウェー形式による。
2. 同カンファレンスの別地区の4チームと総当たりで1試合ずつ（計4試合）。
対戦する地区は1シーズンごとにローテーションする。3シーズンで1周期（ホーム・アンド・アウェーの観点では6シーズンで1周期）。
3. 別カンファレンスの1地区の4チームと総当たりで1試合ずつ（計4試合）。
対戦する地区は1シーズンごとにローテーションする。4シーズンで1周期（ホーム・アンド・アウェーの観点では8シーズンで1周期）。
4. 同カンファレンス内で対戦のない2地区における、前シーズンの地区順位が同じチームと1試合ずつ（計2試合）。
5. 2シーズン前に総当りで対戦した別カンファレンスの1地区で、前シーズンの地区順位が同じチームと1試合（計1試合）。4シーズンで1周期（ホーム・アンド・アウェーの観点では8シーズンで1周期）。奇数年シーズンはAFCがホームとなり、偶数年シーズンはNFCがホームとなる。

レギュラーシーズンのホームゲームが9試合の場合はプレシーズンのホームゲームが1試合となり、レギュラーシーズンのホームゲームが8試合の場合はプレシーズンのホームゲームが2試合となる。同地区内の4チームは、17試合のうち12試合で共通の相手と対戦し、2試合が直接対決となる仕組みとなっている。

##### 2025年シーズン
|                                    | AFC                 | AFC                 | AFC                 | AFC                 | NFC                 | NFC                 | NFC                 | NFC                 |
|                                    | 西地区              | 南地区              | 北地区              | 東地区              | 西地区              | 南地区              | 北地区              | 東地区              |
| ---------------------------------- | ------------------- | ------------------- | ------------------- | ------------------- | ------------------- | ------------------- | ------------------- | ------------------- |
| 1位                                | チーフス            | テキサンズ          | レイブンズ          | ビルズ              | ラムズ              | バッカニアーズ      | ライオンズ          | イーグルス          |
| 2位                                | チャージャーズ      | コルツ              | スティーラーズ      | ドルフィンズ        | シーホークス        | ファルコンズ        | バイキングス        | コマンダース        |
| 3位                                | ブロンコス          | ジャガーズ          | ベンガルズ          | ジェッツ            | カージナルス        | パンサーズ          | パッカーズ          | カウボーイズ        |
| 4位                                | レイダース          | タイタンズ          | ブラウンズ          | ペイトリオッツ      | 49ers               | セインツ            | ベアーズ            | ジャイアンツ        |
| 2025年シーズンの地区ごとの対戦相手 |                     |                     |                     |                     |                     |                     |                     |                     |
| 総当り                             | AFC南地区 NFC東地区 | AFC西地区 NFC西地区 | AFC東地区 NFC北地区 | AFC北地区 NFC南地区 | NFC南地区 AFC南地区 | NFC西地区 AFC東地区 | NFC東地区 AFC北地区 | NFC北地区 AFC西地区 |
| 同順位                             | NFC北地区           | NFC南地区           | NFC西地区           | NFC東地区           | AFC北地区           | AFC南地区           | AFC西地区           | AFC東地区           |

|  |                                                      |                                                      |                                                      |                                                |                                  |                                  |                                  |                                |          |    |                                  |                                  |                                  |  |  |                                   |                                   |                                   |
|  | ワイルドカード・プレーオフ                           | ワイルドカード・プレーオフ                           | ワイルドカード・プレーオフ                           |                                                |                                  | ディビジョナル・プレーオフ       | ディビジョナル・プレーオフ       | ディビジョナル・プレーオフ     |          |    |                                  |                                  |                                  |  |  |                                   |                                   |                                   |
|  | 2025年1月11日 M&Tバンク・スタジアム                  | 2025年1月11日 M&Tバンク・スタジアム                  | 2025年1月11日 M&Tバンク・スタジアム                  |                                                |                                  | 1月19日 ハイマーク・スタジアム   | 1月19日 ハイマーク・スタジアム   | 1月19日 ハイマーク・スタジアム |          |    | 1月26日 アローヘッド・スタジアム | 1月26日 アローヘッド・スタジアム | 1月26日 アローヘッド・スタジアム |  |  | 2月9日 シーザーズ・スーパードーム | 2月9日 シーザーズ・スーパードーム | 2月9日 シーザーズ・スーパードーム |
|  | 6                                                    | スティーラーズ                                       | 14                                                   |                                                |                                  | 1月19日 ハイマーク・スタジアム   | 1月19日 ハイマーク・スタジアム   | 1月19日 ハイマーク・スタジアム |          |    | 1月26日 アローヘッド・スタジアム | 1月26日 アローヘッド・スタジアム | 1月26日 アローヘッド・スタジアム |  |  | 2月9日 シーザーズ・スーパードーム | 2月9日 シーザーズ・スーパードーム | 2月9日 シーザーズ・スーパードーム |
|  | 6                                                    | スティーラーズ                                       | 14                                                   |                                                |                                  | 1月19日 ハイマーク・スタジアム   | 1月19日 ハイマーク・スタジアム   | 1月19日 ハイマーク・スタジアム |          |    | 1月26日 アローヘッド・スタジアム | 1月26日 アローヘッド・スタジアム | 1月26日 アローヘッド・スタジアム |  |  | 2月9日 シーザーズ・スーパードーム | 2月9日 シーザーズ・スーパードーム | 2月9日 シーザーズ・スーパードーム |
|  | 3                                                    | レイブンズ                                           | 28                                                   |                                                |                                  | 1月19日 ハイマーク・スタジアム   | 1月19日 ハイマーク・スタジアム   | 1月19日 ハイマーク・スタジアム |          |    | 1月26日 アローヘッド・スタジアム | 1月26日 アローヘッド・スタジアム | 1月26日 アローヘッド・スタジアム |  |  | 2月9日 シーザーズ・スーパードーム | 2月9日 シーザーズ・スーパードーム | 2月9日 シーザーズ・スーパードーム |
|  | 3                                                    | レイブンズ                                           | 28                                                   |                                                |                                  | 1月19日 ハイマーク・スタジアム   | 1月19日 ハイマーク・スタジアム   | 1月19日 ハイマーク・スタジアム |          |    | 1月26日 アローヘッド・スタジアム | 1月26日 アローヘッド・スタジアム | 1月26日 アローヘッド・スタジアム |  |  | 2月9日 シーザーズ・スーパードーム | 2月9日 シーザーズ・スーパードーム | 2月9日 シーザーズ・スーパードーム |
|  | 2025年1月12日 ハイマーク・スタジアム                 | 2025年1月12日 ハイマーク・スタジアム                 | 2025年1月12日 ハイマーク・スタジアム                 | 3                                              | レイブンズ                       | 25                               |                                  |                                |          |    | 1月26日 アローヘッド・スタジアム | 1月26日 アローヘッド・スタジアム | 1月26日 アローヘッド・スタジアム |  |  | 2月9日 シーザーズ・スーパードーム | 2月9日 シーザーズ・スーパードーム | 2月9日 シーザーズ・スーパードーム |
|  | 2025年1月12日 ハイマーク・スタジアム                 | 2025年1月12日 ハイマーク・スタジアム                 | 2025年1月12日 ハイマーク・スタジアム                 | 3                                              | レイブンズ                       | 25                               |                                  |                                |          |    | 1月26日 アローヘッド・スタジアム | 1月26日 アローヘッド・スタジアム | 1月26日 アローヘッド・スタジアム |  |  | 2月9日 シーザーズ・スーパードーム | 2月9日 シーザーズ・スーパードーム | 2月9日 シーザーズ・スーパードーム |
|  | 2025年1月12日 ハイマーク・スタジアム                 | 2025年1月12日 ハイマーク・スタジアム                 | 2025年1月12日 ハイマーク・スタジアム                 |                                                | 2                                | ビルズ                           | 27                               |                                |          |    | 1月26日 アローヘッド・スタジアム | 1月26日 アローヘッド・スタジアム | 1月26日 アローヘッド・スタジアム |  |  | 2月9日 シーザーズ・スーパードーム | 2月9日 シーザーズ・スーパードーム | 2月9日 シーザーズ・スーパードーム |
|  | 2025年1月12日 ハイマーク・スタジアム                 | 2025年1月12日 ハイマーク・スタジアム                 | 2025年1月12日 ハイマーク・スタジアム                 |                                                | 2                                | ビルズ                           | 27                               |                                |          |    | 1月26日 アローヘッド・スタジアム | 1月26日 アローヘッド・スタジアム | 1月26日 アローヘッド・スタジアム |  |  | 2月9日 シーザーズ・スーパードーム | 2月9日 シーザーズ・スーパードーム | 2月9日 シーザーズ・スーパードーム |
|  | 7                                                    | ブロンコス                                           | 7                                                    | AFC                                            | AFC                              | AFC                              |                                  |                                |          |    | 1月26日 アローヘッド・スタジアム | 1月26日 アローヘッド・スタジアム | 1月26日 アローヘッド・スタジアム |  |  | 2月9日 シーザーズ・スーパードーム | 2月9日 シーザーズ・スーパードーム | 2月9日 シーザーズ・スーパードーム |
|  | 7                                                    | ブロンコス                                           | 7                                                    | AFC                                            | AFC                              | AFC                              |                                  |                                |          |    | 1月26日 アローヘッド・スタジアム | 1月26日 アローヘッド・スタジアム | 1月26日 アローヘッド・スタジアム |  |  | 2月9日 シーザーズ・スーパードーム | 2月9日 シーザーズ・スーパードーム | 2月9日 シーザーズ・スーパードーム |
|  | 2                                                    | ビルズ                                               | 31                                                   |                                                | 1月18日 アローヘッド・スタジアム | 1月18日 アローヘッド・スタジアム | 1月18日 アローヘッド・スタジアム |                                |          |    | 1月26日 アローヘッド・スタジアム | 1月26日 アローヘッド・スタジアム | 1月26日 アローヘッド・スタジアム |  |  | 2月9日 シーザーズ・スーパードーム | 2月9日 シーザーズ・スーパードーム | 2月9日 シーザーズ・スーパードーム |
|  | 2                                                    | ビルズ                                               | 31                                                   |                                                | 1月18日 アローヘッド・スタジアム | 1月18日 アローヘッド・スタジアム | 1月18日 アローヘッド・スタジアム |                                |          |    | 1月26日 アローヘッド・スタジアム | 1月26日 アローヘッド・スタジアム | 1月26日 アローヘッド・スタジアム |  |  | 2月9日 シーザーズ・スーパードーム | 2月9日 シーザーズ・スーパードーム | 2月9日 シーザーズ・スーパードーム |
|  | 2025年1月11日 NRGスタジアム                          | 2025年1月11日 NRGスタジアム                          | 2025年1月11日 NRGスタジアム                          | 2                                              | 1月18日 アローヘッド・スタジアム | 1月18日 アローヘッド・スタジアム | 1月18日 アローヘッド・スタジアム | ビルズ                         | 29       |    |                                  |                                  |                                  |  |  | 2月9日 シーザーズ・スーパードーム | 2月9日 シーザーズ・スーパードーム | 2月9日 シーザーズ・スーパードーム |
|  | 2025年1月11日 NRGスタジアム                          | 2025年1月11日 NRGスタジアム                          | 2025年1月11日 NRGスタジアム                          | 2                                              | 1月18日 アローヘッド・スタジアム | 1月18日 アローヘッド・スタジアム | 1月18日 アローヘッド・スタジアム | ビルズ                         | 29       |    |                                  |                                  |                                  |  |  | 2月9日 シーザーズ・スーパードーム | 2月9日 シーザーズ・スーパードーム | 2月9日 シーザーズ・スーパードーム |
|  | 2025年1月11日 NRGスタジアム                          | 2025年1月11日 NRGスタジアム                          | 2025年1月11日 NRGスタジアム                          |                                                | 1月18日 アローヘッド・スタジアム | 1月18日 アローヘッド・スタジアム | 1月18日 アローヘッド・スタジアム | 1                              | チーフス | 32 |                                  |                                  |                                  |  |  | 2月9日 シーザーズ・スーパードーム | 2月9日 シーザーズ・スーパードーム | 2月9日 シーザーズ・スーパードーム |
|  | 2025年1月11日 NRGスタジアム                          | 2025年1月11日 NRGスタジアム                          | 2025年1月11日 NRGスタジアム                          |                                                | 1月18日 アローヘッド・スタジアム | 1月18日 アローヘッド・スタジアム | 1月18日 アローヘッド・スタジアム | 1                              | チーフス | 32 |                                  |                                  |                                  |  |  | 2月9日 シーザーズ・スーパードーム | 2月9日 シーザーズ・スーパードーム | 2月9日 シーザーズ・スーパードーム |
|  | 2025年1月11日 NRGスタジアム                          | 2025年1月11日 NRGスタジアム                          | 2025年1月11日 NRGスタジアム                          | AFCチャンピオンシップ                          | 1月18日 アローヘッド・スタジアム | 1月18日 アローヘッド・スタジアム | 1月18日 アローヘッド・スタジアム |                                |          |    |                                  |                                  |                                  |  |  | 2月9日 シーザーズ・スーパードーム | 2月9日 シーザーズ・スーパードーム | 2月9日 シーザーズ・スーパードーム |
|  | 2025年1月11日 NRGスタジアム                          | 2025年1月11日 NRGスタジアム                          | 2025年1月11日 NRGスタジアム                          |                                                | 1月18日 アローヘッド・スタジアム | 1月18日 アローヘッド・スタジアム | 1月18日 アローヘッド・スタジアム |                                |          |    |                                  |                                  |                                  |  |  | 2月9日 シーザーズ・スーパードーム | 2月9日 シーザーズ・スーパードーム | 2月9日 シーザーズ・スーパードーム |
|  | 2025年1月11日 NRGスタジアム                          | 2025年1月11日 NRGスタジアム                          | 2025年1月11日 NRGスタジアム                          | 1月26日 リンカーン・フィナンシャル・フィールド | 1月18日 アローヘッド・スタジアム | 1月18日 アローヘッド・スタジアム | 1月18日 アローヘッド・スタジアム |                                |          |    |                                  |                                  |                                  |  |  | 2月9日 シーザーズ・スーパードーム | 2月9日 シーザーズ・スーパードーム | 2月9日 シーザーズ・スーパードーム |
|  | 5                                                    | チャージャーズ                                       | 12                                                   |                                                | 1月18日 アローヘッド・スタジアム | 1月18日 アローヘッド・スタジアム | 1月18日 アローヘッド・スタジアム |                                |          |    |                                  |                                  |                                  |  |  | 2月9日 シーザーズ・スーパードーム | 2月9日 シーザーズ・スーパードーム | 2月9日 シーザーズ・スーパードーム |
|  | 5                                                    | チャージャーズ                                       | 12                                                   | 4                                              | テキサンズ                       | 14                               |                                  |                                |          |    |                                  |                                  |                                  |  |  | 2月9日 シーザーズ・スーパードーム | 2月9日 シーザーズ・スーパードーム | 2月9日 シーザーズ・スーパードーム |
|  | 4                                                    | テキサンズ                                           | 32                                                   | 4                                              | テキサンズ                       | 14                               |                                  |                                |          |    |                                  |                                  |                                  |  |  | 2月9日 シーザーズ・スーパードーム | 2月9日 シーザーズ・スーパードーム | 2月9日 シーザーズ・スーパードーム |
|  | 4                                                    | テキサンズ                                           | 32                                                   | 1                                              | チーフス                         | 23                               |                                  |                                |          |    |                                  |                                  |                                  |  |  | 2月9日 シーザーズ・スーパードーム | 2月9日 シーザーズ・スーパードーム | 2月9日 シーザーズ・スーパードーム |
|  | 2025年1月12日 レイモンド・ジェームス・スタジアム     |                                                      |                                                      | 1                                              | チーフス                         | 23                               |                                  |                                |          |    |                                  |                                  |                                  |  |  | 2月9日 シーザーズ・スーパードーム | 2月9日 シーザーズ・スーパードーム | 2月9日 シーザーズ・スーパードーム |
|  | 1月18日 フォード・フィールド                         |                                                      |                                                      |                                                |                                  |                                  |                                  |                                |          |    |                                  |                                  |                                  |  |  | 2月9日 シーザーズ・スーパードーム | 2月9日 シーザーズ・スーパードーム | 2月9日 シーザーズ・スーパードーム |
|  |                                                      |                                                      |                                                      |                                                |                                  |                                  |                                  |                                |          |    |                                  |                                  |                                  |  |  | 2月9日 シーザーズ・スーパードーム | 2月9日 シーザーズ・スーパードーム | 2月9日 シーザーズ・スーパードーム |
|  |                                                      |                                                      |                                                      |                                                |                                  |                                  |                                  |                                |          |    |                                  |                                  |                                  |  |  | 2月9日 シーザーズ・スーパードーム | 2月9日 シーザーズ・スーパードーム | 2月9日 シーザーズ・スーパードーム |
|  |                                                      |                                                      |                                                      |                                                |                                  |                                  |                                  |                                |          |    |                                  |                                  |                                  |  |  | 2月9日 シーザーズ・スーパードーム | 2月9日 シーザーズ・スーパードーム | 2月9日 シーザーズ・スーパードーム |
|  | A1                                                   | チーフス                                             | 22                                                   |                                                |                                  |                                  |                                  |                                |          |    |                                  |                                  |                                  |  |  |                                   |                                   |                                   |
|  | A1                                                   | チーフス                                             | 22                                                   |                                                |                                  |                                  |                                  |                                |          |    |                                  |                                  |                                  |  |  |                                   |                                   |                                   |
|  |                                                      | N2                                                   | イーグルス                                           | 40                                             |                                  |                                  |                                  |                                |          |    |                                  |                                  |                                  |  |  |                                   |                                   |                                   |
|  |                                                      | N2                                                   | イーグルス                                           | 40                                             |                                  |                                  |                                  |                                |          |    |                                  |                                  |                                  |  |  |                                   |                                   |                                   |
|  | 第59回スーパーボウル                                 |                                                      |                                                      |                                                |                                  |                                  |                                  |                                |          |    |                                  |                                  |                                  |  |  |                                   |                                   |                                   |
|  |                                                      |                                                      |                                                      |                                                |                                  |                                  |                                  |                                |          |    |                                  |                                  |                                  |  |  |                                   |                                   |                                   |
|  |                                                      |                                                      |                                                      |                                                |                                  |                                  |                                  |                                |          |    |                                  |                                  |                                  |  |  |                                   |                                   |                                   |
|  | 6                                                    | コマンダース                                         | 23                                                   |                                                |                                  |                                  |                                  |                                |          |    |                                  |                                  |                                  |  |  |                                   |                                   |                                   |
|  | 6                                                    | コマンダース                                         | 23                                                   | 6                                              | コマンダース                     | 45                               |                                  |                                |          |    |                                  |                                  |                                  |  |  |                                   |                                   |                                   |
|  | 3                                                    | バッカニアーズ                                       | 20                                                   | 6                                              | コマンダース                     | 45                               |                                  |                                |          |    |                                  |                                  |                                  |  |  |                                   |                                   |                                   |
|  | 3                                                    | バッカニアーズ                                       | 20                                                   | 1                                              | ライオンズ                       | 31                               |                                  |                                |          |    |                                  |                                  |                                  |  |  |                                   |                                   |                                   |
|  | 2025年1月13日 ステートファーム・スタジアム           |                                                      |                                                      | 1                                              | ライオンズ                       | 31                               |                                  |                                |          |    |                                  |                                  |                                  |  |  |                                   |                                   |                                   |
|  | NFC                                                  |                                                      |                                                      |                                                |                                  |                                  |                                  |                                |          |    |                                  |                                  |                                  |  |  |                                   |                                   |                                   |
|  |                                                      |                                                      |                                                      |                                                |                                  |                                  |                                  |                                |          |    |                                  |                                  |                                  |  |  |                                   |                                   |                                   |
|  | 1月19日 リンカーン・フィナンシャル・フィールド       |                                                      |                                                      |                                                |                                  |                                  |                                  |                                |          |    |                                  |                                  |                                  |  |  |                                   |                                   |                                   |
|  |                                                      |                                                      |                                                      |                                                |                                  |                                  |                                  |                                |          |    |                                  |                                  |                                  |  |  |                                   |                                   |                                   |
|  | 6                                                    | コマンダース                                         | 23                                                   |                                                |                                  |                                  |                                  |                                |          |    |                                  |                                  |                                  |  |  |                                   |                                   |                                   |
|  | 6                                                    | コマンダース                                         | 23                                                   |                                                |                                  |                                  |                                  |                                |          |    |                                  |                                  |                                  |  |  |                                   |                                   |                                   |
|  |                                                      | 2                                                    | イーグルス                                           | 55                                             |                                  |                                  |                                  |                                |          |    |                                  |                                  |                                  |  |  |                                   |                                   |                                   |
|  |                                                      | 2                                                    | イーグルス                                           | 55                                             |                                  |                                  |                                  |                                |          |    |                                  |                                  |                                  |  |  |                                   |                                   |                                   |
|  | 5                                                    | バイキングス                                         | 9                                                    | NFCチャンピオンシップ                          | NFCチャンピオンシップ            | NFCチャンピオンシップ            |                                  |                                |          |    |                                  |                                  |                                  |  |  |                                   |                                   |                                   |
|  | 5                                                    | バイキングス                                         | 9                                                    | NFCチャンピオンシップ                          | NFCチャンピオンシップ            | NFCチャンピオンシップ            |                                  |                                |          |    |                                  |                                  |                                  |  |  |                                   |                                   |                                   |
|  | 4                                                    | ラムズ                                               | 27                                                   |                                                |                                  |                                  |                                  |                                |          |    |                                  |                                  |                                  |  |  |                                   |                                   |                                   |
|  | 4                                                    | ラムズ                                               | 27                                                   |                                                |                                  |                                  |                                  |                                |          |    |                                  |                                  |                                  |  |  |                                   |                                   |                                   |
|  | 2025年1月12日 リンカーン・フィナンシャル・フィールド | 2025年1月12日 リンカーン・フィナンシャル・フィールド | 2025年1月12日 リンカーン・フィナンシャル・フィールド | 4                                              | ラムズ                           | 22                               |                                  |                                |          |    |                                  |                                  |                                  |  |  |                                   |                                   |                                   |
|  | 2025年1月12日 リンカーン・フィナンシャル・フィールド | 2025年1月12日 リンカーン・フィナンシャル・フィールド | 2025年1月12日 リンカーン・フィナンシャル・フィールド | 4                                              | ラムズ                           | 22                               |                                  |                                |          |    |                                  |                                  |                                  |  |  |                                   |                                   |                                   |
|  | 2025年1月12日 リンカーン・フィナンシャル・フィールド | 2025年1月12日 リンカーン・フィナンシャル・フィールド | 2025年1月12日 リンカーン・フィナンシャル・フィールド |                                                | 2                                | イーグルス                       | 28                               |                                |          |    |                                  |                                  |                                  |  |  |                                   |                                   |                                   |
|  | 2025年1月12日 リンカーン・フィナンシャル・フィールド | 2025年1月12日 リンカーン・フィナンシャル・フィールド | 2025年1月12日 リンカーン・フィナンシャル・フィールド |                                                | 2                                | イーグルス                       | 28                               |                                |          |    |                                  |                                  |                                  |  |  |                                   |                                   |                                   |
|  | 7                                                    | パッカーズ                                           | 10                                                   |                                                |                                  |                                  |                                  |                                |          |    |                                  |                                  |                                  |  |  |                                   |                                   |                                   |
|  | 7                                                    | パッカーズ                                           | 10                                                   |                                                |                                  |                                  |                                  |                                |          |    |                                  |                                  |                                  |  |  |                                   |                                   |                                   |
|  | 2                                                    | イーグルス                                           | 22                                                   |                                                |                                  |                                  |                                  |                                |          |    |                                  |                                  |                                  |  |  |                                   |                                   |                                   |
|  | 2                                                    | イーグルス                                           | 22                                                   |                                                |                                  |                                  |                                  |                                |          |    |                                  |                                  |                                  |  |  |                                   |                                   |                                   |

#### 開催日
試合はアメリカ東部時間の木曜、土曜、日曜および月曜日の午後に開催される。開催日についてはテレビ放送の拡充に伴って変遷がある（テレビ放映権#経緯の項も参照）。
- 木曜日
  - 第1週にはキックオフゲームとして前年度のチャンピオンチームの試合が開催される。
  - サンクスギビング・デー（11月第4木曜）には3試合が行われる。長年の慣習としてダラス・カウボーイズとデトロイト・ライオンズのホームゲームが行われているが、2006年シーズン以降はこの2チーム以外のホームゲーム1試合が追加された。
  - サンクスギビング・デーを除く第2週から第17週までは、サーズデーナイトフットボール (TNF) としてナイトゲーム1試合が開催される。2023年度からはサンクスギビング・デーの翌日（ブラックフライデー）の1試合が含まれる。
- 土曜日
  - カレッジフットボール（毎週土曜に試合が開催される）がシーズンオフに差し掛かる12月以降には土曜開催が設定されることがある。
  - 開催頻度はシーズン毎に一定しておらず、2013年シーズンのように開催がないこともある。
- 日曜日
  - 最も多くの試合が日曜にデーゲームで開催される。
  - プライムタイムにはサンデーナイトフットボール (SNF)としてナイトゲーム1試合が開催される。
  - アメリカ時間日曜朝には、ヨーロッパで試合が行われる事もある。
- 月曜日
  - マンデーナイトフットボール (MNF) としてナイトゲームを1もしくは2試合が開催される[8]。
  - クリスマス休暇のような特別な時期には、アメリカ時間の昼、夕方、夜と3試合が開催されることがある。
  - 何らかの理由で日曜以前の試合が開催不能になった場合、代替で月曜日、あるいは火曜日に開催されることがある。
  - 最終週はMNFの放映権が地上波のABCからスポーツ専門局のESPNに移行した2006年シーズン以降、開催されなかった。2021年シーズンより、土曜日の2試合をMNFの一環として開催する。

#### スケジュール
対戦スケジュールは、例年4月中旬に発表される（なお、現在のシステムでは対戦カード自体は機械的に決まるため、前年度のレギュラーシーズン終了までに確定する）。
- 前シーズンに好成績だったチーム（プレーオフ出場チーム）は、3試合程度、ナイトゲーム（曜日は問わず）が設定されるのが通例。
  - ナイトゲームは、全米中継され、注目カードを設定する傾向がある。
- ただし、シーズン終盤のサンデーナイトフットボールは、日曜午後の試合と差し替えが可能となっており、特に最終節については対戦カードを予め決めず、直前になって決定する（NBCサンデーナイトフットボール#フレキシブル・スケジューリングの項参照）。
  - 近年、前シーズン好調だったチームの成績が振るわないことが多く、シーズン終盤に注目対象になり得ない対戦が増えたため、放送局に配慮した措置。
- 2010年シーズンより、最終週の全ての試合を同地区対決とするなどシーズン終盤に多くの同地区対決試合を編成するようにしている[9]。
- 2007年シーズン以降「NFLインターナショナルシリーズ」としてイギリスのロンドン（ウェンブリー・スタジアム）で試合を行っている。2013年から2019年にかけてはそれぞれ2,3,3,3,4,3,4試合ずつと複数ゲームが行われ、ジャクソンビル・ジャガーズは毎年ホームチームとして試合を続けている。

### ポストシーズン

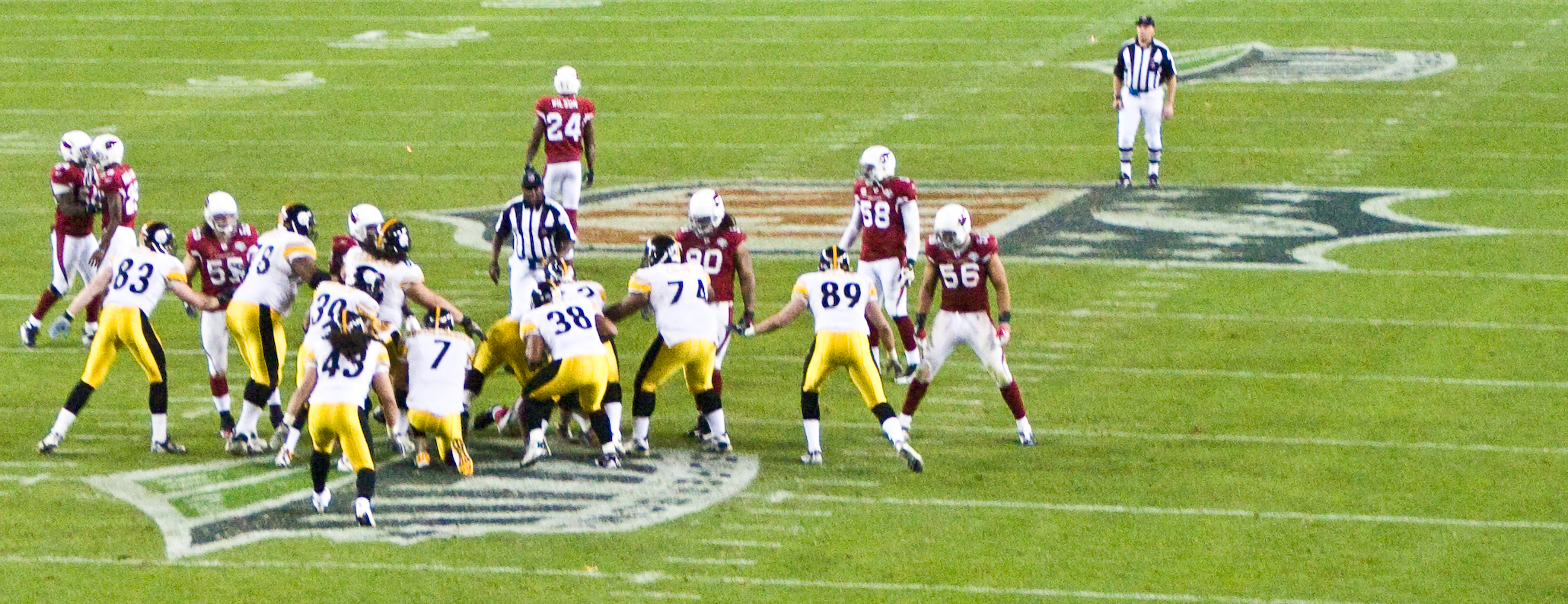
スーパーボウルはアメリカのテレビ史上の視聴者数ランキングで歴代トップ10をほぼ独占している。

レギュラーシーズンの成績によって選出された AFC・NFC両カンファレンスの地区優勝4チームとそれ以外の成績上位3チーム（ワイルドカード）の計7チームずつ（両カンファレンスあわせて14チーム）によってプレーオフが行われる。

プレーオフはノックアウト トーナメントで行われ、スーパーボウルを含む13試合は「ポストシーズンゲーム」と呼ばれる。なお、2019年シーズンまでは各カンファレンスから6チームずつがプレーオフに進出していた。

#### トーナメントフォーマット
2020年シーズン以降は以下のフォーマットとなる。
基本的なトーナメント表（そのラウンドに登場したシード最上位チームが最下位チームとホームで戦うルールとなっている）
|  |                            |                            |                            |                |                  |                            |                            |                            |  |  |  |  |  |  |  |  |  |  |  |
|  | ワイルドカード・プレーオフ | ワイルドカード・プレーオフ | ワイルドカード・プレーオフ |                |                  | ディビジョナル・プレーオフ | ディビジョナル・プレーオフ | ディビジョナル・プレーオフ |  |  |  |  |  |  |  |  |  |  |  |
|  |                            |                            |                            |                |                  |                            |                            |                            |  |  |  |  |  |  |  |  |  |  |  |
|  |                            | AFCシード6位               |                            |                |                  |                            |                            |                            |  |  |  |  |  |  |  |  |  |  |  |
|  |                            |                            |                            |                |                  |                            |                            |                            |  |  |  |  |  |  |  |  |  |  |  |
|  |                            | AFCシード3位               |                            |                |                  |                            |                            |                            |  |  |  |  |  |  |  |  |  |  |  |
|  |                            |                            |                            |                |                  |                            |                            |                            |  |  |  |  |  |  |  |  |  |  |  |
|  |                            |                            |                            |                | 当ラウンドAFC3位 |                            |                            |                            |  |  |  |  |  |  |  |  |  |  |  |
|  |                            |                            |                            |                |                  |                            |                            |                            |  |  |  |  |  |  |  |  |  |  |  |
|  |                            |                            | 当ラウンドAFC2位           |                |                  |                            |                            |                            |  |  |  |  |  |  |  |  |  |  |  |
|  |                            |                            |                            |                |                  |                            |                            |                            |  |  |  |  |  |  |  |  |  |  |  |
|  |                            | AFCシード7位               |                            | AFC            | AFC              | AFC                        |                            |                            |  |  |  |  |  |  |  |  |  |  |  |
|  |                            | AFCシード7位               |                            | AFC            | AFC              | AFC                        |                            |                            |  |  |  |  |  |  |  |  |  |  |  |
|  |                            | AFCシード2位               |                            |                |                  |                            |                            |                            |  |  |  |  |  |  |  |  |  |  |  |
|  |                            |                            |                            |                |                  |                            |                            |                            |  |  |  |  |  |  |  |  |  |  |  |
|  |                            |                            |                            |                |                  |                            |                            |                            |  |  |  |  |  |  |  |  |  |  |  |
|  |                            |                            |                            |                |                  |                            |                            |                            |  |  |  |  |  |  |  |  |  |  |  |
|  |                            |                            |                            |                |                  |                            |                            |                            |  |  |  |  |  |  |  |  |  |  |  |
|  |                            |                            |                            |                |                  |                            |                            |                            |  |  |  |  |  |  |  |  |  |  |  |
|  | AFCチャンピオンシップ      |                            |                            |                |                  |                            |                            |                            |  |  |  |  |  |  |  |  |  |  |  |
|  |                            |                            |                            |                |                  |                            |                            |                            |  |  |  |  |  |  |  |  |  |  |  |
|  |                            |                            |                            |                |                  |                            |                            |                            |  |  |  |  |  |  |  |  |  |  |  |
|  |                            | AFCシード5位               |                            |                |                  |                            |                            |                            |  |  |  |  |  |  |  |  |  |  |  |
|  |                            | 当ラウンドAFC4位           |                            |                |                  |                            |                            |                            |  |  |  |  |  |  |  |  |  |  |  |
|  |                            | AFCシード4位               |                            |                |                  |                            |                            |                            |  |  |  |  |  |  |  |  |  |  |  |
|  |                            | AFCシード1位               |                            |                |                  |                            |                            |                            |  |  |  |  |  |  |  |  |  |  |  |
|  |                            |                            |                            |                |                  |                            |                            |                            |  |  |  |  |  |  |  |  |  |  |  |
|  |                            |                            |                            |                |                  |                            |                            |                            |  |  |  |  |  |  |  |  |  |  |  |
|  |                            |                            |                            |                |                  |                            |                            |                            |  |  |  |  |  |  |  |  |  |  |  |
|  |                            |                            |                            |                |                  |                            |                            |                            |  |  |  |  |  |  |  |  |  |  |  |
|  |                            |                            |                            |                |                  |                            |                            |                            |  |  |  |  |  |  |  |  |  |  |  |
|  |                            |                            |                            |                |                  |                            |                            |                            |  |  |  |  |  |  |  |  |  |  |  |
|  |                            |                            |                            |                |                  |                            |                            |                            |  |  |  |  |  |  |  |  |  |  |  |
|  |                            |                            |                            |                |                  |                            |                            |                            |  |  |  |  |  |  |  |  |  |  |  |
|  |                            |                            |                            |                |                  |                            |                            |                            |  |  |  |  |  |  |  |  |  |  |  |
|  |                            | NFCシード6位               |                            | スーパーボウル | スーパーボウル   | スーパーボウル             |                            |                            |  |  |  |  |  |  |  |  |  |  |  |
|  |                            | NFCシード6位               |                            | スーパーボウル | スーパーボウル   | スーパーボウル             |                            |                            |  |  |  |  |  |  |  |  |  |  |  |
|  |                            | NFCシード3位               |                            | スーパーボウル | スーパーボウル   | スーパーボウル             |                            |                            |  |  |  |  |  |  |  |  |  |  |  |
|  |                            |                            |                            | スーパーボウル | スーパーボウル   | スーパーボウル             |                            |                            |  |  |  |  |  |  |  |  |  |  |  |
|  |                            |                            |                            |                | 当ラウンドNFC3位 |                            |                            |                            |  |  |  |  |  |  |  |  |  |  |  |
|  |                            |                            |                            |                |                  |                            |                            |                            |  |  |  |  |  |  |  |  |  |  |  |
|  |                            |                            | 当ラウンドNFC2位           |                |                  |                            |                            |                            |  |  |  |  |  |  |  |  |  |  |  |
|  |                            |                            |                            |                |                  |                            |                            |                            |  |  |  |  |  |  |  |  |  |  |  |
|  |                            | NFCシード7位               |                            | NFC            | NFC              | NFC                        |                            |                            |  |  |  |  |  |  |  |  |  |  |  |
|  |                            | NFCシード7位               |                            | NFC            | NFC              | NFC                        |                            |                            |  |  |  |  |  |  |  |  |  |  |  |
|  |                            | NFCシード2位               |                            |                |                  |                            |                            |                            |  |  |  |  |  |  |  |  |  |  |  |
|  |                            |                            |                            |                |                  |                            |                            |                            |  |  |  |  |  |  |  |  |  |  |  |
|  |                            |                            |                            |                |                  |                            |                            |                            |  |  |  |  |  |  |  |  |  |  |  |
|  |                            |                            |                            |                |                  |                            |                            |                            |  |  |  |  |  |  |  |  |  |  |  |
|  |                            |                            |                            |                |                  |                            |                            |                            |  |  |  |  |  |  |  |  |  |  |  |
|  |                            |                            |                            |                |                  |                            |                            |                            |  |  |  |  |  |  |  |  |  |  |  |
|  | NFCチャンピオンシップ      |                            |                            |                |                  |                            |                            |                            |  |  |  |  |  |  |  |  |  |  |  |
|  |                            |                            |                            |                |                  |                            |                            |                            |  |  |  |  |  |  |  |  |  |  |  |
|  |                            |                            |                            |                |                  |                            |                            |                            |  |  |  |  |  |  |  |  |  |  |  |
|  |                            | NFCシード5位               |                            |                |                  |                            |                            |                            |  |  |  |  |  |  |  |  |  |  |  |
|  |                            | 当ラウンドNFC4位           |                            |                |                  |                            |                            |                            |  |  |  |  |  |  |  |  |  |  |  |
|  |                            | NFCシード4位               |                            |                |                  |                            |                            |                            |  |  |  |  |  |  |  |  |  |  |  |
|  |                            | NFCシード1位               |                            |                |                  |                            |                            |                            |  |  |  |  |  |  |  |  |  |  |  |
|  |                            |                            |                            |                |                  |                            |                            |                            |  |  |  |  |  |  |  |  |  |  |  |
|  |                            |                            |                            |                |                  |                            |                            |                            |  |  |  |  |  |  |  |  |  |  |  |
|  |                            |                            |                            |                |                  |                            |                            |                            |  |  |  |  |  |  |  |  |  |  |  |
|  |                            |                            |                            |                |                  |                            |                            |                            |  |  |  |  |  |  |  |  |  |  |  |
|  |                            |                            |                            |                |                  |                            |                            |                            |  |  |  |  |  |  |  |  |  |  |  |
|  |                            |                            |                            |                |                  |                            |                            |                            |  |  |  |  |  |  |  |  |  |  |  |

各カンファレンスのプレーオフ進出7チームは、レギュラーシーズンの成績に応じてシード順位が決められる。まず、地区優勝4チームの成績を比較し、良い方からシード1位〜4位となる。次にカンファレンス内の地区優勝4チームを除いた12チームの成績を比較し、上位3チームがシード5位と6位と7位のワイルドカードとなる。
- トーナメント1回戦（ワイルドカード プレーオフ）
  - シード2位とシード7位が対戦。
  - シード3位とシード6位が対戦。
  - シード4位とシード5位が対戦。

シード1位は2回戦からの参加となる。
- トーナメント2回戦（ディビジョナル プレーオフ）
  - シード1位と「ワイルドカード プレーオフの勝者の中でシード下位のチーム（シード4位/5位/6位/7位 のどれか）」が対戦。
  - 残りの「ワイルドカード プレーオフの勝者の2チームが対戦。

組み合わせがワイルドカードプレーオフの結果で決まるため、あらかじめ固定的なトーナメント表を描くことはできない（ワイルドカードプレーオフ、シード2位対7位で、7位が勝てば1位と、2位が勝てばそれ以外のチームとの対戦になる）。
- トーナメント3回戦（カンファレンス チャンピオンシップ）
  - ディビジョナル プレーオフの勝者同士が、それぞれAFCチャンピオンシップ・NFCチャンピオンシップで対戦。

勝者が各カンファレンスの優勝チームとなり、スーパーボウルへの出場権を得る。AFC優勝チームには「ラマー・ハント トロフィー」が、NFC優勝チームには「ジョージ・ハラス トロフィー」が贈られる。
スーパーボウルを除くプレーオフの試合は、シード上位のチームのフランチャイズ（ホームスタジアム）での一発勝負である（MLB・NBA・NHLのプレーオフで採用されている番勝負ではない）。プレーオフでのホームチームの勝率は60%を越えている。シード1位チームは、スーパーボウルを除くプレーオフ全試合をホームで行うことが確定していることになる。
ワイルドカード・プレーオフ6試合のうち2試合は土曜日、3試合は日曜日、1試合は月曜夜に行われる。ディビジョナル・プレーオフ4試合のうち2試合は土曜日、2試合は日曜日に行われる。カンファレンス・チャンピオンシップおよびスーパーボウルは日曜日に行われる。
下位チームはレギュラーシーズン終了後のオフが短く、プレーオフを1試合多く行い、さらに続く試合もビジターとなるために勝ち進むことは難しい。6チームがプレーオフに進出した2002年シーズンから2019年シーズンまでにスーパーボウルに出場したのべ36チームのうち、シード5-6位(ワイルドカード)は3チーム、シード3-4位は5チームにすぎなかった。

#### プロボウル
カンファレンス チャンピオンシップ ゲーム と スーパーボウルとは2週空けており、中間の週の日曜にカンファレンス間の対抗となるオールスターゲームであるプロボウルが開催される。
2022年シーズンのプロボウルからは、選手に怪我のないように配慮された、フラッグフットボールに焦点を当てたイベントとなり、名称も「ザ・プロボウル・ゲームズ」(The Pro Bowl Games)となった。
2008年シーズン（試合開催は翌2009年）までの30年近く、プロボウルは、スーパーボウルの翌週に、ハワイ州ホノルルのアロハ・スタジアムで開催されていた。
2009年シーズンより、スーパーボウル前週に開催することとなり、スーパーボウル出場選手は除外され、また開催地はハワイに固定されなくなった。
その後、選手の年俸の高騰につれて怪我を避けるために怠慢なプレーがしだいに多くみられるようになり、2013年シーズンからの3年間は往年の名選手がキャプテンとなり選手をドラフトする方式が試みられた。また、怪我の危険を減らすためにプロボウルだけの特殊ルールが適用され、タックルやブロックが少ないフラッグフットボールのような試合運営となり、2022年以降の形態に繋がった。

#### スーパーボウル
両カンファレンスの優勝チーム同士がスーパーボウルで対戦し、全米王者が決定する。スーパーボウルは毎年2月の第2日曜日に行われる。
この試合は全米はもとより世界各地で中継放送され、アメリカンフットボールのシーズンを締めくくるにふさわしい一大祭典といわれ、全米視聴率は毎年年間最高である。

### 2024年シーズン成績
| AFC東地区 2024                     | AFC東地区 2024 | AFC東地区 2024 | AFC東地区 2024 | AFC東地区 2024 | AFC東地区 2024 | AFC東地区 2024 | AFC東地区 2024 | AFC東地区 2024 | AFC東地区 2024 | AFC東地区 2024 | AFC東地区 2024 | AFC東地区 2024 | AFC東地区 2024 | AFC東地区 2024 |
| チーム                             | 勝             | 敗             | 分             | 勝率           | Div            | Con            | 総得点         | 総失点         | 平均得点       | 平均失点       | SOS            | SOV            |                |                |
| ---------------------------------- | -------------- | -------------- | -------------- | -------------- | -------------- | -------------- | -------------- | -------------- | -------------- | -------------- | -------------- | -------------- | -------------- | -------------- |
| (2)バッファロー・ビルズ            | 13             | 4              | 0              | .765           | 5-1            | 9-3            | 525            | 371            | 30.9           | 21.8           | .467           | .448           |                |                |
| マイアミ・ドルフィンズ             | 8              | 9              | 0              | .471           | 3-3            | 6-6            | 345            | 364            | 20.3           | 21.4           | .419           | .294           |                |                |
| ニューヨーク・ジェッツ             | 5              | 12             | 0              | .294           | 2-4            | 5-7            | 341            | 404            | 20.1           | 23.8           | .495           | .341           |                |                |
| ニューイングランド・ペイトリオッツ | 4              | 13             | 0              | .235           | 2-4            | 3-9            | 289            | 417            | 17.0           | 24.5           | .471           | .471           |                |                |
| AFC北地区 2024                     |                |                |                |                |                |                |                |                |                |                |                |                |                |                |
| チーム                             | 勝             | 敗             | 分             | 勝率           | Div            | Con            | 総得点         | 総失点         | 平均得点       | 平均失点       | SOS            | SOV            |                |                |
| (3)ボルチモア・レイブンズ          | 12             | 5              | 0              | .706           | 4-2            | 8-4            | 518            | 316            | 30.5           | 18.6           | .529           | .525           |                |                |
| (6)ピッツバーグ・スティーラーズ    | 10             | 7              | 0              | .588           | 3-3            | 7-5            | 380            | 347            | 22.4           | 20.4           | .502           | .453           |                |                |
| シンシナティ・ベンガルズ           | 9              | 8              | 0              | .529           | 3–3            | 6-6            | 472            | 434            | 27.8           | 25.5           | .478           | .314           |                |                |
| クリーブランド・ブラウンズ         | 3              | 14             | 0              | .176           | 2–4            | 3-9            | 258            | 435            | 15.2           | 25.6           | .536           | .510           |                |                |
| AFC南地区 2024                     |                |                |                |                |                |                |                |                |                |                |                |                |                |                |
| チーム                             | 勝             | 敗             | 分             | 勝率           | Div            | Con            | 総得点         | 総失点         | 平均得点       | 平均失点       | SOS            | SOV            |                |                |
| (4)ヒューストン・テキサンズ        | 10             | 7              | 0              | .588           | 5-1            | 8-4            | 372            | 372            | 21.9           | 21.9           | .481           | .376           |                |                |
| インディアナポリス・コルツ         | 8              | 9              | 0              | .471           | 3-3            | 7-5            | 377            | 427            | 22.2           | 25.1           | .457           | .309           |                |                |
| ジャクソンビル・ジャガーズ         | 4              | 13             | 0              | .235           | 3-3            | 4-8            | 320            | 435            | 18.8           | 25.6           | .478           | .265           |                |                |
| テネシー・タイタンズ               | 3              | 14             | 0              | .176           | 1-5            | 3-9            | 311            | 460            | 18.3           | 27.1           | .522           | .431           |                |                |
| AFC西地区 2024                     |                |                |                |                |                |                |                |                |                |                |                |                |                |                |
| チーム                             | 勝             | 敗             | 分             | 勝率           | Div            | Con            | 総得点         | 総失点         | 平均得点       | 平均失点       | SOS            | SOV            |                |                |
| (1)カンザスシティ・チーフス        | 15             | 2              | 0              | .882           | 5-1            | 10-2           | 385            | 326            | 22.6           | 19.2           | .488           | .463           |                |                |
| (5)ロサンゼルス・チャージャーズ    | 11             | 6              | 0              | .647           | 4-2            | 8-4            | 402            | 301            | 23.6           | 17.7           | .467           | .348           |                |                |
| (7)デンバー・ブロンコス            | 10             | 7              | 0              | .588           | 3-3            | 6-6            | 425            | 311            | 25.0           | 18.3           | .502           | .394           |                |                |
| ラスベガス・レイダース             | 4              | 13             | 0              | .235           | 0-6            | 3-9            | 309            | 434            | 18.2           | 25.5           | .540           | .353           |                |                |
| NFC東地区 2024                     |                |                |                |                |                |                |                |                |                |                |                |                |                |                |
| チーム                             | 勝             | 敗             | 分             | 勝率           | Div            | Con            | 総得点         | 総失点         | 平均得点       | 平均失点       | SOS            | SOV            |                |                |
| (2)フィラデルフィア・イーグルス    | 14             | 3              | 0              | .824           | 5-1            | 9-3            | 463            | 303            | 27.2           | 17.8           | .453           | .424           |                |                |
| (6)ワシントン・コマンダース        | 12             | 5              | 0              | .706           | 4-2            | 9-3            | 485            | 391            | 28.5           | 23.0           | .436           | .358           |                |                |
| ダラス・カウボーイズ               | 7              | 10             | 0              | .412           | 3-3            | 5-7            | 350            | 468            | 20.6           | 27.5           | .522           | .387           |                |                |
| ニューヨーク・ジャイアンツ         | 3              | 14             | 0              | .176           | 0-6            | 1-11           | 273            | 415            | 16.1           | 24.4           | .554           | .412           |                |                |
| NFC北地区 2024                     |                |                |                |                |                |                |                |                |                |                |                |                |                |                |
| チーム                             | 勝             | 敗             | 分             | 勝率           | Div            | Con            | 総得点         | 総失点         | 平均得点       | 平均失点       | SOS            | SOV            |                |                |
| (1)デトロイト・ライオンズ          | 15             | 2              | 0              | .882           | 6-0            | 11-1           | 564            | 336            | 33.2           | 19.8           | .516           | .494           |                |                |
| (5)ミネソタ・バイキングス          | 14             | 3              | 0              | .824           | 4-2            | 9-3            | 432            | 332            | 25.4           | 19.5           | .474           | .408           |                |                |
| (7)グリーンベイ・パッカーズ        | 11             | 6              | 0              | .647           | 1-5            | 6-6            | 460            | 338            | 27.1           | 19.9           | .533           | .412           |                |                |
| シカゴ・ベアーズ                   | 5              | 12             | 0              | .294           | 1-5            | 3-9            | 310            | 370            | 18.2           | 21.8           | .554           | .388           |                |                |
| NFC南地区 2024                     |                |                |                |                |                |                |                |                |                |                |                |                |                |                |
| チーム                             | 勝             | 敗             | 分             | 勝率           | Div            | Con            | 総得点         | 総失点         | 平均得点       | 平均失点       | SOS            | SOV            |                |                |
| (3)タンパベイ・バッカニアーズ      | 10             | 7              | 0              | .588           | 4-2            | 8-4            | 502            | 385            | 29.5           | 22.6           | .502           | .465           |                |                |
| アトランタ・ファルコンズ           | 8              | 9              | 0              | .471           | 4-2            | 7-5            | 389            | 423            | 22.9           | 24.9           | .519           | .426           |                |                |
| カロライナ・パンサーズ             | 5              | 12             | 0              | .294           | 2-4            | 4-8            | 341            | 534            | 20.1           | 31.4           | .498           | .329           |                |                |
| ニューオーリンズ・セインツ         | 5              | 12             | 0              | .294           | 2-4            | 4-8            | 338            | 398            | 19.9           | 23.4           | .505           | .306           |                |                |
| NFC西地区 2024                     |                |                |                |                |                |                |                |                |                |                |                |                |                |                |
| チーム                             | 勝             | 敗             | 分             | 勝率           | Div            | Con            | 総得点         | 総失点         | 平均得点       | 平均失点       | SOS            | SOV            |                |                |
| (4)ロサンゼルス・ラムズ            | 10             | 7              | 0              | .588           | 4-2            | 6-6            | 367            | 386            | 21.6           | 22.7           | .505           | .441           |                |                |
| シアトル・シーホークス             | 10             | 7              | 0              | .588           | 4-2            | 6-6            | 375            | 368            | 22.1           | 21.6           | .498           | .424           |                |                |
| アリゾナ・カージナルス             | 8              | 9              | 0              | .471           | 3-3            | 4-8            | 400            | 379            | 23.5           | 22.3           | .536           | .404           |                |                |
| サンフランシスコ・49ers            | 6              | 11             | 0              | .353           | 1-5            | 4-8            | 383            | 436            | 22.5           | 25.6           | .564           | .402           |                |                |

| AFC 2024       | AFC 2024       | AFC 2024 | AFC 2024 | AFC 2024 | AFC 2024 | AFC 2024 | AFC 2024 | AFC 2024 | AFC 2024 | AFC 2024 |
| 順 位          | チーム         | 地 区    | 勝       | 敗       | 分       | 勝率     | DIV      | CON      | SOS      | SOV      |
| 地区優勝       | 地区優勝       | 地区優勝 | 地区優勝 | 地区優勝 | 地区優勝 | 地区優勝 | 地区優勝 | 地区優勝 | 地区優勝 | 地区優勝 |
| -------------- | -------------- | -------- | -------- | -------- | -------- | -------- | -------- | -------- | -------- | -------- |
| 1              | チーフス       | 西       | 15       | 2        | 0        | .882     | 5-1      | 10-2     | .488     | .463     |
| 2              | ビルズ         | 東       | 13       | 4        | 0        | .765     | 5-1      | 9-3      | .467     | .448     |
| 3              | レイブンズ     | 北       | 12       | 5        | 0        | .706     | 4-2      | 8-4      | .529     | .525     |
| 4              | テキサンズ     | 南       | 10       | 7        | 0        | .588     | 5-1      | 8-4      | .481     | .376     |
| ワイルドカード |                |          |          |          |          |          |          |          |          |          |
| 5              | チャージャーズ | 西       | 11       | 6        | 0        | .647     | 4-2      | 8-4      | .467     | .348     |
| 6              | スティーラーズ | 北       | 10       | 7        | 0        | .588     | 3-3      | 7-5      | .502     | .453     |
| 7              | ブロンコス     | 西       | 10       | 7        | 0        | .588     | 3-3      | 6-6      | .502     | .394     |
|                |                |          |          |          |          |          |          |          |          |          |
| 8              | ベンガルズ     | 北       | 9        | 8        | 0        | .529     | 3–3      | 6-6      | .478     | .314     |
| 9              | ドルフィンズ   | 東       | 8        | 9        | 0        | .471     | 3-3      | 6-6      | .419     | .294     |
| 10             | コルツ         | 南       | 8        | 9        | 0        | .471     | 3-3      | 7-5      | .457     | .309     |
| 11             | ジェッツ       | 東       | 5        | 12       | 0        | .294     | 2-4      | 5-7      | .495     | .341     |
| 12             | ジャガーズ     | 南       | 4        | 13       | 0        | .235     | 3-3      | 4-8      | .478     | .265     |
| 13             | ペイトリオッツ | 東       | 4        | 13       | 0        | .235     | 2-4      | 3-9      | .471     | .471     |
| 14             | レイダース     | 西       | 4        | 13       | 0        | .235     | 0-6      | 3-9      | .540     | .353     |
| 15             | ブラウンズ     | 北       | 3        | 14       | 0        | .176     | 2–4      | 3-9      | .536     | .510     |
| 16             | タイタンズ     | 南       | 3        | 14       | 0        | .176     | 1-5      | 3-9      | .522     | .431     |
| タイブレーク   |                |          |          |          |          |          |          |          |          |          |
| 1. 2. 3. 4. 5. |                |          |          |          |          |          |          |          |          |          |

| NFC 2024       | NFC 2024       | NFC 2024 | NFC 2024 | NFC 2024 | NFC 2024 | NFC 2024 | NFC 2024 | NFC 2024 | NFC 2024 | NFC 2024 |
| 順 位          | チーム         | 地 区    | 勝       | 敗       | 分       | 勝率     | DIV      | CON      | SOS      | SOV      |
| 地区優勝       | 地区優勝       | 地区優勝 | 地区優勝 | 地区優勝 | 地区優勝 | 地区優勝 | 地区優勝 | 地区優勝 | 地区優勝 | 地区優勝 |
| -------------- | -------------- | -------- | -------- | -------- | -------- | -------- | -------- | -------- | -------- | -------- |
| 1              | ライオンズ     | 北       | 15       | 2        | 0        | .882     | 6-0      | 11-1     | .516     | .494     |
| 2              | イーグルス     | 東       | 14       | 3        | 0        | .824     | 5-1      | 9-3      | .453     | .424     |
| 3              | バッカニアーズ | 南       | 10       | 7        | 0        | .588     | 4-2      | 8-4      | .502     | .465     |
| 4              | ラムズ         | 西       | 10       | 7        | 0        | .588     | 4-2      | 6-6      | .505     | .441     |
| ワイルドカード |                |          |          |          |          |          |          |          |          |          |
| 5              | バイキングス   | 北       | 14       | 3        | 0        | .824     | 4-2      | 9-3      | .474     | .408     |
| 6              | コマンダース   | 東       | 12       | 5        | 0        | .706     | 4-2      | 9-3      | .436     | .358     |
| 7              | パッカーズ     | 北       | 11       | 6        | 0        | .647     | 1-5      | 6-6      | .533     | .412     |
|                |                |          |          |          |          |          |          |          |          |          |
| 8              | シーホークス   | 西       | 10       | 7        | 0        | .588     | 4-2      | 6-6      | .498     | .424     |
| 9              | ファルコンズ   | 南       | 8        | 9        | 0        | .471     | 4-2      | 7-5      | .519     | .426     |
| 10             | カージナルス   | 西       | 8        | 9        | 0        | .471     | 3-3      | 4-8      | .536     | .404     |
| 11             | カウボーイズ   | 東       | 7        | 10       | 0        | .412     | 3-3      | 5-7      | .522     | .387     |
| 12             | 49ers          | 西       | 6        | 11       | 0        | .353     | 1-5      | 4-8      | .564     | .402     |
| 13             | ベアーズ       | 北       | 5        | 12       | 0        | .294     | 1-5      | 3-9      | .554     | .388     |
| 14             | パンサーズ     | 南       | 5        | 12       | 0        | .294     | 2-4      | 4-8      | .498     | .329     |
| 15             | セインツ       | 南       | 5        | 12       | 0        | .294     | 2-4      | 4-8      | .505     | .306     |
| 16             | ジャイアンツ   | 東       | 3        | 14       | 0        | .176     | 0-6      | 1-11     | .554     | .412     |
| タイブレーク   |                |          |          |          |          |          |          |          |          |          |
| 1. 2. 3. 4. 5. |                |          |          |          |          |          |          |          |          |          |

|  | |                                                      |                                                      |                                                |                                  |                                  |                                  |                                |          |    |                                  |                                  |                                  |  |  |                                   |                                   |                                   |
|  | ワイルドカード・プレーオフ | ワイルドカード・プレーオフ                           | ワイルドカード・プレーオフ                           |                                                |                                  | ディビジョナル・プレーオフ       | ディビジョナル・プレーオフ       | ディビジョナル・プレーオフ     |          |    |                                  |                                  |                                  |  |  |                                   |                                   |                                   |
|  | 2025年1月11日 M&Tバンク・スタジアム | 2025年1月11日 M&Tバンク・スタジアム                  | 2025年1月11日 M&Tバンク・スタジアム                  |                                                |                                  | 1月19日 ハイマーク・スタジアム   | 1月19日 ハイマーク・スタジアム   | 1月19日 ハイマーク・スタジアム |          |    | 1月26日 アローヘッド・スタジアム | 1月26日 アローヘッド・スタジアム | 1月26日 アローヘッド・スタジアム |  |  | 2月9日 シーザーズ・スーパードーム | 2月9日 シーザーズ・スーパードーム | 2月9日 シーザーズ・スーパードーム |
|  | 6 | スティーラーズ                                       | 14                                                   |                                                |                                  | 1月19日 ハイマーク・スタジアム   | 1月19日 ハイマーク・スタジアム   | 1月19日 ハイマーク・スタジアム |          |    | 1月26日 アローヘッド・スタジアム | 1月26日 アローヘッド・スタジアム | 1月26日 アローヘッド・スタジアム |  |  | 2月9日 シーザーズ・スーパードーム | 2月9日 シーザーズ・スーパードーム | 2月9日 シーザーズ・スーパードーム |
|  | 6 | スティーラーズ                                       | 14                                                   |                                                |                                  | 1月19日 ハイマーク・スタジアム   | 1月19日 ハイマーク・スタジアム   | 1月19日 ハイマーク・スタジアム |          |    | 1月26日 アローヘッド・スタジアム | 1月26日 アローヘッド・スタジアム | 1月26日 アローヘッド・スタジアム |  |  | 2月9日 シーザーズ・スーパードーム | 2月9日 シーザーズ・スーパードーム | 2月9日 シーザーズ・スーパードーム |
|  | 3 | レイブンズ                                           | 28                                                   |                                                |                                  | 1月19日 ハイマーク・スタジアム   | 1月19日 ハイマーク・スタジアム   | 1月19日 ハイマーク・スタジアム |          |    | 1月26日 アローヘッド・スタジアム | 1月26日 アローヘッド・スタジアム | 1月26日 アローヘッド・スタジアム |  |  | 2月9日 シーザーズ・スーパードーム | 2月9日 シーザーズ・スーパードーム | 2月9日 シーザーズ・スーパードーム |
|  | 3 | レイブンズ                                           | 28                                                   |                                                |                                  | 1月19日 ハイマーク・スタジアム   | 1月19日 ハイマーク・スタジアム   | 1月19日 ハイマーク・スタジアム |          |    | 1月26日 アローヘッド・スタジアム | 1月26日 アローヘッド・スタジアム | 1月26日 アローヘッド・スタジアム |  |  | 2月9日 シーザーズ・スーパードーム | 2月9日 シーザーズ・スーパードーム | 2月9日 シーザーズ・スーパードーム |
|  | 2025年1月12日 ハイマーク・スタジアム | 2025年1月12日 ハイマーク・スタジアム                 | 2025年1月12日 ハイマーク・スタジアム                 | 3                                              | レイブンズ                       | 25                               |                                  |                                |          |    | 1月26日 アローヘッド・スタジアム | 1月26日 アローヘッド・スタジアム | 1月26日 アローヘッド・スタジアム |  |  | 2月9日 シーザーズ・スーパードーム | 2月9日 シーザーズ・スーパードーム | 2月9日 シーザーズ・スーパードーム |
|  | 2025年1月12日 ハイマーク・スタジアム | 2025年1月12日 ハイマーク・スタジアム                 | 2025年1月12日 ハイマーク・スタジアム                 | 3                                              | レイブンズ                       | 25                               |                                  |                                |          |    | 1月26日 アローヘッド・スタジアム | 1月26日 アローヘッド・スタジアム | 1月26日 アローヘッド・スタジアム |  |  | 2月9日 シーザーズ・スーパードーム | 2月9日 シーザーズ・スーパードーム | 2月9日 シーザーズ・スーパードーム |
|  | 2025年1月12日 ハイマーク・スタジアム | 2025年1月12日 ハイマーク・スタジアム                 | 2025年1月12日 ハイマーク・スタジアム                 |                                                | 2                                | ビルズ                           | 27                               |                                |          |    | 1月26日 アローヘッド・スタジアム | 1月26日 アローヘッド・スタジアム | 1月26日 アローヘッド・スタジアム |  |  | 2月9日 シーザーズ・スーパードーム | 2月9日 シーザーズ・スーパードーム | 2月9日 シーザーズ・スーパードーム |
|  | 2025年1月12日 ハイマーク・スタジアム | 2025年1月12日 ハイマーク・スタジアム                 | 2025年1月12日 ハイマーク・スタジアム                 |                                                | 2                                | ビルズ                           | 27                               |                                |          |    | 1月26日 アローヘッド・スタジアム | 1月26日 アローヘッド・スタジアム | 1月26日 アローヘッド・スタジアム |  |  | 2月9日 シーザーズ・スーパードーム | 2月9日 シーザーズ・スーパードーム | 2月9日 シーザーズ・スーパードーム |
|  | 7 | ブロンコス                                           | 7                                                    | AFC                                            | AFC                              | AFC                              |                                  |                                |          |    | 1月26日 アローヘッド・スタジアム | 1月26日 アローヘッド・スタジアム | 1月26日 アローヘッド・スタジアム |  |  | 2月9日 シーザーズ・スーパードーム | 2月9日 シーザーズ・スーパードーム | 2月9日 シーザーズ・スーパードーム |
|  | 7 | ブロンコス                                           | 7                                                    | AFC                                            | AFC                              | AFC                              |                                  |                                |          |    | 1月26日 アローヘッド・スタジアム | 1月26日 アローヘッド・スタジアム | 1月26日 アローヘッド・スタジアム |  |  | 2月9日 シーザーズ・スーパードーム | 2月9日 シーザーズ・スーパードーム | 2月9日 シーザーズ・スーパードーム |
|  | 2 | ビルズ                                               | 31                                                   |                                                | 1月18日 アローヘッド・スタジアム | 1月18日 アローヘッド・スタジアム | 1月18日 アローヘッド・スタジアム |                                |          |    | 1月26日 アローヘッド・スタジアム | 1月26日 アローヘッド・スタジアム | 1月26日 アローヘッド・スタジアム |  |  | 2月9日 シーザーズ・スーパードーム | 2月9日 シーザーズ・スーパードーム | 2月9日 シーザーズ・スーパードーム |
|  | 2 | ビルズ                                               | 31                                                   |                                                | 1月18日 アローヘッド・スタジアム | 1月18日 アローヘッド・スタジアム | 1月18日 アローヘッド・スタジアム |                                |          |    | 1月26日 アローヘッド・スタジアム | 1月26日 アローヘッド・スタジアム | 1月26日 アローヘッド・スタジアム |  |  | 2月9日 シーザーズ・スーパードーム | 2月9日 シーザーズ・スーパードーム | 2月9日 シーザーズ・スーパードーム |
|  | 2025年1月11日 NRGスタジアム | 2025年1月11日 NRGスタジアム                          | 2025年1月11日 NRGスタジアム                          | 2                                              | 1月18日 アローヘッド・スタジアム | 1月18日 アローヘッド・スタジアム | 1月18日 アローヘッド・スタジアム | ビルズ                         | 29       |    |                                  |                                  |                                  |  |  | 2月9日 シーザーズ・スーパードーム | 2月9日 シーザーズ・スーパードーム | 2月9日 シーザーズ・スーパードーム |
|  | 2025年1月11日 NRGスタジアム | 2025年1月11日 NRGスタジアム                          | 2025年1月11日 NRGスタジアム                          | 2                                              | 1月18日 アローヘッド・スタジアム | 1月18日 アローヘッド・スタジアム | 1月18日 アローヘッド・スタジアム | ビルズ                         | 29       |    |                                  |                                  |                                  |  |  | 2月9日 シーザーズ・スーパードーム | 2月9日 シーザーズ・スーパードーム | 2月9日 シーザーズ・スーパードーム |
|  | 2025年1月11日 NRGスタジアム | 2025年1月11日 NRGスタジアム                          | 2025年1月11日 NRGスタジアム                          |                                                | 1月18日 アローヘッド・スタジアム | 1月18日 アローヘッド・スタジアム | 1月18日 アローヘッド・スタジアム | 1                              | チーフス | 32 |                                  |                                  |                                  |  |  | 2月9日 シーザーズ・スーパードーム | 2月9日 シーザーズ・スーパードーム | 2月9日 シーザーズ・スーパードーム |
|  | 2025年1月11日 NRGスタジアム | 2025年1月11日 NRGスタジアム                          | 2025年1月11日 NRGスタジアム                          |                                                | 1月18日 アローヘッド・スタジアム | 1月18日 アローヘッド・スタジアム | 1月18日 アローヘッド・スタジアム | 1                              | チーフス | 32 |                                  |                                  |                                  |  |  | 2月9日 シーザーズ・スーパードーム | 2月9日 シーザーズ・スーパードーム | 2月9日 シーザーズ・スーパードーム |
|  | 2025年1月11日 NRGスタジアム | 2025年1月11日 NRGスタジアム                          | 2025年1月11日 NRGスタジアム                          | AFCチャンピオンシップ                          | 1月18日 アローヘッド・スタジアム | 1月18日 アローヘッド・スタジアム | 1月18日 アローヘッド・スタジアム |                                |          |    |                                  |                                  |                                  |  |  | 2月9日 シーザーズ・スーパードーム | 2月9日 シーザーズ・スーパードーム | 2月9日 シーザーズ・スーパードーム |
|  | 2025年1月11日 NRGスタジアム | 2025年1月11日 NRGスタジアム                          | 2025年1月11日 NRGスタジアム                          |                                                | 1月18日 アローヘッド・スタジアム | 1月18日 アローヘッド・スタジアム | 1月18日 アローヘッド・スタジアム |                                |          |    |                                  |                                  |                                  |  |  | 2月9日 シーザーズ・スーパードーム | 2月9日 シーザーズ・スーパードーム | 2月9日 シーザーズ・スーパードーム |
|  | 2025年1月11日 NRGスタジアム | 2025年1月11日 NRGスタジアム                          | 2025年1月11日 NRGスタジアム                          | 1月26日 リンカーン・フィナンシャル・フィールド | 1月18日 アローヘッド・スタジアム | 1月18日 アローヘッド・スタジアム | 1月18日 アローヘッド・スタジアム |                                |          |    |                                  |                                  |                                  |  |  | 2月9日 シーザーズ・スーパードーム | 2月9日 シーザーズ・スーパードーム | 2月9日 シーザーズ・スーパードーム |
|  | 5 | チャージャーズ                                       | 12                                                   |                                                | 1月18日 アローヘッド・スタジアム | 1月18日 アローヘッド・スタジアム | 1月18日 アローヘッド・スタジアム |                                |          |    |                                  |                                  |                                  |  |  | 2月9日 シーザーズ・スーパードーム | 2月9日 シーザーズ・スーパードーム | 2月9日 シーザーズ・スーパードーム |
|  | 5 | チャージャーズ                                       | 12                                                   | 4                                              | テキサンズ                       | 14                               |                                  |                                |          |    |                                  |                                  |                                  |  |  | 2月9日 シーザーズ・スーパードーム | 2月9日 シーザーズ・スーパードーム | 2月9日 シーザーズ・スーパードーム |
|  | 4 | テキサンズ                                           | 32                                                   | 4                                              | テキサンズ                       | 14                               |                                  |                                |          |    |                                  |                                  |                                  |  |  | 2月9日 シーザーズ・スーパードーム | 2月9日 シーザーズ・スーパードーム | 2月9日 シーザーズ・スーパードーム |
|  | 4 | テキサンズ                                           | 32                                                   | 1                                              | チーフス                         | 23                               |                                  |                                |          |    |                                  |                                  |                                  |  |  | 2月9日 シーザーズ・スーパードーム | 2月9日 シーザーズ・スーパードーム | 2月9日 シーザーズ・スーパードーム |
|  | 2025年1月12日 レイモンド・ジェームス・スタジアム |                                                      |                                                      | 1                                              | チーフス                         | 23                               |                                  |                                |          |    |                                  |                                  |                                  |  |  | 2月9日 シーザーズ・スーパードーム | 2月9日 シーザーズ・スーパードーム | 2月9日 シーザーズ・スーパードーム |
|  | 1月18日 フォード・フィールド |                                                      |                                                      |                                                |                                  |                                  |                                  |                                |          |    |                                  |                                  |                                  |  |  | 2月9日 シーザーズ・スーパードーム | 2月9日 シーザーズ・スーパードーム | 2月9日 シーザーズ・スーパードーム |
|  | |                                                      |                                                      |                                                |                                  |                                  |                                  |                                |          |    |                                  |                                  |                                  |  |  | 2月9日 シーザーズ・スーパードーム | 2月9日 シーザーズ・スーパードーム | 2月9日 シーザーズ・スーパードーム |
|  | |                                                      |                                                      |                                                |                                  |                                  |                                  |                                |          |    |                                  |                                  |                                  |  |  | 2月9日 シーザーズ・スーパードーム | 2月9日 シーザーズ・スーパードーム | 2月9日 シーザーズ・スーパードーム |
|  | |                                                      |                                                      |                                                |                                  |                                  |                                  |                                |          |    |                                  |                                  |                                  |  |  | 2月9日 シーザーズ・スーパードーム | 2月9日 シーザーズ・スーパードーム | 2月9日 シーザーズ・スーパードーム |
|  | A1 | チーフス                                             | 22                                                   |                                                |                                  |                                  |                                  |                                |          |    |                                  |                                  |                                  |  |  |                                   |                                   |                                   |
|  | A1 | チーフス                                             | 22                                                   |                                                |                                  |                                  |                                  |                                |          |    |                                  |                                  |                                  |  |  |                                   |                                   |                                   |
|  | | N2                                                   | イーグルス                                           | 40                                             |                                  |                                  |                                  |                                |          |    |                                  |                                  |                                  |  |  |                                   |                                   |                                   |
|  | | N2                                                   | イーグルス                                           | 40                                             |                                  |                                  |                                  |                                |          |    |                                  |                                  |                                  |  |  |                                   |                                   |                                   |
|  | 第59回スーパーボウル |                                                      |                                                      |                                                |                                  |                                  |                                  |                                |          |    |                                  |                                  |                                  |  |  |                                   |                                   |                                   |
|  | |                                                      |                                                      |                                                |                                  |                                  |                                  |                                |          |    |                                  |                                  |                                  |  |  |                                   |                                   |                                   |
|  | |                                                      |                                                      |                                                |                                  |                                  |                                  |                                |          |    |                                  |                                  |                                  |  |  |                                   |                                   |                                   |
|  | 6 | コマンダース                                         | 23                                                   |                                                |                                  |                                  |                                  |                                |          |    |                                  |                                  |                                  |  |  |                                   |                                   |                                   |
|  | 6 | コマンダース                                         | 23                                                   | 6                                              | コマンダース                     | 45                               |                                  |                                |          |    |                                  |                                  |                                  |  |  |                                   |                                   |                                   |
|  | 3 | バッカニアーズ                                       | 20                                                   | 6                                              | コマンダース                     | 45                               |                                  |                                |          |    |                                  |                                  |                                  |  |  |                                   |                                   |                                   |
|  | 3 | バッカニアーズ                                       | 20                                                   | 1                                              | ライオンズ                       | 31                               |                                  |                                |          |    |                                  |                                  |                                  |  |  |                                   |                                   |                                   |
|  | 2025年1月13日 ステートファーム・スタジアム |                                                      |                                                      | 1                                              | ライオンズ                       | 31                               |                                  |                                |          |    |                                  |                                  |                                  |  |  |                                   |                                   |                                   |
|  | NFC |                                                      |                                                      |                                                |                                  |                                  |                                  |                                |          |    |                                  |                                  |                                  |  |  |                                   |                                   |                                   |
|  | |                                                      |                                                      |                                                |                                  |                                  |                                  |                                |          |    |                                  |                                  |                                  |  |  |                                   |                                   |                                   |
|  | 1月19日 リンカーン・フィナンシャル・フィールド |                                                      |                                                      |                                                |                                  |                                  |                                  |                                |          |    |                                  |                                  |                                  |  |  |                                   |                                   |                                   |
|  | |                                                      |                                                      |                                                |                                  |                                  |                                  |                                |          |    |                                  |                                  |                                  |  |  |                                   |                                   |                                   |
|  | 6 | コマンダース                                         | 23                                                   |                                                |                                  |                                  |                                  |                                |          |    |                                  |                                  |                                  |  |  |                                   |                                   |                                   |
|  | 6 | コマンダース                                         | 23                                                   |                                                |                                  |                                  |                                  |                                |          |    |                                  |                                  |                                  |  |  |                                   |                                   |                                   |
|  | | 2                                                    | イーグルス                                           | 55                                             |                                  |                                  |                                  |                                |          |    |                                  |                                  |                                  |  |  |                                   |                                   |                                   |
|  | | 2                                                    | イーグルス                                           | 55                                             |                                  |                                  |                                  |                                |          |    |                                  |                                  |                                  |  |  |                                   |                                   |                                   |
|  | 5 | バイキングス                                         | 9                                                    | NFCチャンピオンシップ                          | NFCチャンピオンシップ            | NFCチャンピオンシップ            |                                  |                                |          |    |                                  |                                  |                                  |  |  |                                   |                                   |                                   |
|  | 5 | バイキングス                                         | 9                                                    | NFCチャンピオンシップ                          | NFCチャンピオンシップ            | NFCチャンピオンシップ            |                                  |                                |          |    |                                  |                                  |                                  |  |  |                                   |                                   |                                   |
|  | 4 | ラムズ                                               | 27                                                   |                                                |                                  |                                  |                                  |                                |          |    |                                  |                                  |                                  |  |  |                                   |                                   |                                   |
|  | 4 | ラムズ                                               | 27                                                   |                                                |                                  |                                  |                                  |                                |          |    |                                  |                                  |                                  |  |  |                                   |                                   |                                   |
|  | 2025年1月12日 リンカーン・フィナンシャル・フィールド | 2025年1月12日 リンカーン・フィナンシャル・フィールド | 2025年1月12日 リンカーン・フィナンシャル・フィールド | 4                                              | ラムズ                           | 22                               |                                  |                                |          |    |                                  |                                  |                                  |  |  |                                   |                                   |                                   |
|  | 2025年1月12日 リンカーン・フィナンシャル・フィールド | 2025年1月12日 リンカーン・フィナンシャル・フィールド | 2025年1月12日 リンカーン・フィナンシャル・フィールド | 4                                              | ラムズ                           | 22                               |                                  |                                |          |    |                                  |                                  |                                  |  |  |                                   |                                   |                                   |
|  | 2025年1月12日 リンカーン・フィナンシャル・フィールド | 2025年1月12日 リンカーン・フィナンシャル・フィールド | 2025年1月12日 リンカーン・フィナンシャル・フィールド |                                                | 2                                | イーグルス                       | 28                               |                                |          |    |                                  |                                  |                                  |  |  |                                   |                                   |                                   |
|  | 2025年1月12日 リンカーン・フィナンシャル・フィールド | 2025年1月12日 リンカーン・フィナンシャル・フィールド | 2025年1月12日 リンカーン・フィナンシャル・フィールド |                                                | 2                                | イーグルス                       | 28                               |                                |          |    |                                  |                                  |                                  |  |  |                                   |                                   |                                   |
|  | 7 | パッカーズ                                           | 10                                                   |                                                |                                  |                                  |                                  |                                |          |    |                                  |                                  |                                  |  |  |                                   |                                   |                                   |
|  | 7 | パッカーズ                                           | 10                                                   |                                                |                                  |                                  |                                  |                                |          |    |                                  |                                  |                                  |  |  |                                   |                                   |                                   |
|  | 2 | イーグルス                                           | 22                                                   |                                                |                                  |                                  |                                  |                                |          |    |                                  |                                  |                                  |  |  |                                   |                                   |                                   |
|  | 2 | イーグルス                                           | 22                                                   |                                                |                                  |                                  |                                  |                                |          |    |                                  |                                  |                                  |  |  |                                   |                                   |                                   |
|  | - 対戦カードはレギュラーシーズン成績に基づくシード順で決定され、上位シードチームのホームで対戦する。そのラウンドに残ったチームの内の最上位シードが最下位シードと対戦するルールであるため、ディビジョナル・プレーオフの対戦カードはワイルドカードの結果により変動する。 - ワイルドカードプレーオフのバイキングス対ラムズは、大規模山火事によりアリゾナに移転して開催。 - スーパーボウル開催地は事前にオーナー会議で決定。その他の試合はシード上位のチームのホームで開催する。 - チーム名の左の数字はシード順。 - * は延長戦決着 - 日付はアメリカ東部時間 |                                                      |                                                      |                                                |                                  |                                  |                                  |                                |          |    |                                  |                                  |                                  |  |  |                                   |                                   |                                   |

### スーパーボウル開始以降の成績
| 年度 | AFC                | AFC                | AFC                | AFC                | AFC                | AFC    | AFC    | 回 | NFC    | NFC    | NFC                | NFC                | NFC                | NFC                | NFC                |
| 年度 | ワイルドカード敗退 | ワイルドカード敗退 | ワイルドカード敗退 | ディビジョナル敗退 | ディビジョナル敗退 | CC敗退 | SB出場 | 回 | SB出場 | CC敗退 | ディビジョナル敗退 | ディビジョナル敗退 | ワイルドカード敗退 | ワイルドカード敗退 | ワイルドカード敗退 |
| ---- | ------------------ | ------------------ | ------------------ | ------------------ | ------------------ | ------ | ------ | -- | ------ | ------ | ------------------ | ------------------ | ------------------ | ------------------ | ------------------ |
| 2024 | DEN(7)             | PIT(6)             | LAC(5)             | HOU(4)             | BAL(3)             | BUF(2) | KC (1) | 59 | PHI(2) | WAS(6) | DET(1)             | LAR(4)             | TB (3)             | MIN(5)             | GB (7)             |
| 2023 | PIT(7)             | MIA(6)             | CLE(5)             | HOU(4)             | BUF(2)             | BAL(1) | KC (3) | 58 | SF (1) | DET(3) | TB (4)             | GB (7)             | DAL(2)             | PHI(5)             | LAR(6)             |
| 2022 | MIA(7)             | BAL(6)             | LAC(5)             | JAX(4)             | BUF(2)             | CIN(3) | KC (1) | 57 | PHI(1) | SF (2) | DAL(5)             | NYG(6)             | MIN(3)             | TB (4)             | SEA(7)             |
| 2021 | PIT(7)             | NE (6)             | LV (5)             | BUF(3)             | TEN(1)             | KC (2) | CIN(4) | 56 | LAR(4) | SF (6) | GB (1)             | TB (2)             | DAL(3)             | ARI(5)             | PHI(7)             |
| 2020 | IND(7)             | TEN(4)             | PIT(3)             | CLE(6)             | BAL(5)             | BUF(2) | KC (1) | 55 | TB (5) | GB (1) | NO (2)             | LAR(6)             | SEA(3)             | WAS(4)             | CHI(7)             |
| 2019 | ――                 | BUF(5)             | NE (3)             | HOU(4)             | BAL(1)             | TEN(6) | KC (2) | 54 | SF (1) | GB (2) | SEA(5)             | MIN(6)             | NO (3)             | PHI(4)             | ――                 |
| 2018 | ――                 | BAL(4)             | HOU(3)             | IND(6)             | LAC(5)             | KC (1) | NE (2) | 53 | LAR(2) | NO (1) | PHI(6)             | DAL(4)             | CHI(3)             | SEA(5)             | ――                 |
| 2017 | ――                 | BUF(6)             | KC (4)             | TEN(5)             | PIT(2)             | JAX(3) | NE (1) | 52 | PHI(1) | MIN(2) | NO (4)             | ATL(6)             | LAR(3)             | CAR(5)             | ――                 |
| 2016 | ――                 | MIA(6)             | OAK(5)             | HOU(4)             | KC (2)             | PIT(3) | NE (1) | 51 | ATL(2) | GB (4) | DAL(1)             | SEA(3)             | NYG(5)             | DET(6)             | ――                 |
| 2015 | ――                 | HOU(4)             | CIN(3)             | PIT(6)             | KC (5)             | NE (2) | DEN(1) | 50 | CAR(1) | ARI(2) | GB (5)             | SEA(6)             | MIN(3)             | WAS(4)             | ――                 |
| 2014 | ――                 | CIN(5)             | PIT(3)             | BAL(6)             | DEN(2)             | IND(4) | NE (1) | 49 | SEA(1) | GB (2) | DAL(3)             | CAR(4)             | ARI(5)             | DET(6)             | ――                 |
| 2013 | ――                 | KC (5)             | CIN(3)             | SD (6)             | IND(4)             | NE (2) | DEN(1) | 48 | SEA(1) | SF (5) | CAR(2)             | NO (6)             | PHI(3)             | GB (4)             | ――                 |
| 2012 | ――                 | CIN(6)             | IND(5)             | HOU(3)             | DEN(1)             | NE (2) | BAL(4) | 47 | SF (2) | ATL(1) | GB (3)             | SEA(5)             | WAS(4)             | MIN(6)             | ――                 |
| 2011 | ――                 | CIN(6)             | PIT(5)             | DEN(4)             | HOU(3)             | BAL(2) | NE (1) | 46 | NYG(4) | SF (2) | GB (1)             | NO (3)             | ATL(5)             | DET(6)             | ――                 |
| 2010 | ――                 | KC (4)             | IND(3)             | BAL(5)             | NE (1)             | NYJ(6) | PIT(2) | 45 | GB (6) | CHI(2) | ATL(1)             | SEA(4)             | PHI(3)             | NO(5)              | ――                 |
| 2009 | ――                 | CIN(4)             | NE (3)             | BAL(6)             | SD (2)             | NYJ(5) | IND(1) | 44 | NO (1) | MIN(2) | DAL(3)             | ARI(4)             | GB (5)             | PHI(6)             | ――                 |
| 2008 | ――                 | IND(5)             | MIA(3)             | SD (4)             | TEN(1)             | BAL(6) | PIT(2) | 43 | ARI(4) | PHI(6) | NYG(1)             | CAR(2)             | MIN(3)             | ATL(5)             | ――                 |
| 2007 | ――                 | TEN(6)             | PIT(4)             | JAX(5)             | IND(2)             | SD (3) | NE (1) | 42 | NYG(5) | GB (2) | DAL(1)             | SEA(3)             | TB (4)             | WAS(6)             | ――                 |
| 2006 | ――                 | KC (6)             | NYJ(5)             | BAL(2)             | SD (1)             | NE (4) | IND(3) | 41 | CHI(1) | NO (2) | PHI(3)             | SEA(4)             | DAL(5)             | NYG(6)             | ――                 |
| 2005 | ――                 | JAX(5)             | CIN(3)             | NE (4)             | DEN(2)             | IND(1) | PIT(6) | 40 | SEA(1) | CAR(5) | CHI(2)             | WAS(6)             | TB (3)             | NYG(4)             | ――                 |
| 2004 | ――                 | DEN(6)             | SD (4)             | NYJ(5)             | IND(3)             | PIT(1) | NE (2) | 39 | PHI(1) | ATL(2) | StL(5)             | MIN(6)             | GB (3)             | SEA(4)             | ――                 |
| 2003 | ――                 | DEN(6)             | BAL(4)             | TEN(5)             | KC (2)             | IND(3) | NE (1) | 38 | CAR(3) | PHI(1) | StL(2)             | GB (4)             | SEA(5)             | DAL(6)             | ――                 |
| 2002 | ――                 | CLE(6)             | IND(5)             | NYJ(4)             | PIT(3)             | TEN(2) | OAK(1) | 37 | TB (2) | PHI(1) | SF (4)             | ATL(6)             | GB (3)             | NYG(5)             | ――                 |
| 2001 | ――                 | NYJ(6)             | MIA(4)             | BAL(5)             | OAK(3)             | PIT(1) | NE (2) | 36 | StL(1) | PHI(3) | CHI(2)             | GB (4)             | SF (5)             | TB (6)             | ――                 |
| 2000 | ――                 | IND(6)             | DEN(5)             | MIA(3)             | TEN(1)             | OAK(2) | BAL(4) | 35 | NYG(1) | MIN(2) | NO (3)             | PHI(4)             | TB (5)             | StL(6)             | ――                 |
| 1999 | ――                 | BUF(5)             | SEA(3)             | MIA(6)             | IND(2)             | JAX(1) | TEN(4) | 34 | StL(1) | TB (2) | WAS(3)             | MIN(4)             | DAL(5)             | DET(6)             | ――                 |
| 1998 | ――                 | NE (6)             | BUF(5)             | MIA(4)             | JAX(3)             | NYJ(2) | DEN(1) | 33 | ATL(2) | MIN(1) | SF (4)             | ARI(6)             | DAL(3)             | GB (5)             | ――                 |
| 1997 | ――                 | MIA(6)             | JAX(5)             | NE (3)             | KC (1)             | PIT(2) | DEN(4) | 32 | GB (2) | SF (1) | TB (4)             | MIN(6)             | NYG(3)             | DET(5)             | ――                 |
| 1996 | ――                 | IND(6)             | BUF(4)             | PIT(3)             | DEN(1)             | JAX(5) | NE (2) | 31 | GB (1) | CAR(2) | DAL(3)             | SF (4)             | PHI(5)             | MIN(6)             | ――                 |
| 1995 | ――                 | MIA(6)             | SD (4)             | BUF(3)             | KC (1)             | IND(5) | PIT(2) | 30 | DAL(1) | GB (3) | SF (2)             | PHI(4)             | DET(5)             | ATL(6)             | ――                 |
| 1994 | ――                 | KC (6)             | NE (5)             | CLE(4)             | MIA(3)             | PIT(1) | SD (2) | 29 | SF (1) | DAL(2) | GB (4)             | CHI(6)             | MIN(3)             | DET(5)             | ――                 |
| 1993 | ――                 | PIT(6)             | DEN(5)             | RAI(4)             | HOU(2)             | KC (3) | BUF(1) | 28 | DAL(1) | SF (2) | NYG(4)             | GB (6)             | DET(3)             | MIN(5)             | ――                 |
| 1992 | ――                 | KC (6)             | HOU(5)             | SD (3)             | PIT(1)             | MIA(2) | BUF(4) | 27 | DAL(2) | SF (1) | PHI(5)             | WAS(6)             | MIN(3)             | NO (4)             | ――                 |
| 1991 | ――                 | NYJ(6)             | RAI(5)             | KC (4)             | HOU(3)             | DEN(2) | BUF(1) | 26 | WAS(1) | DET(2) | DAL(5)             | ATL(6)             | NO (3)             | CHI(4)             | ――                 |
| 1990 | ――                 | HOU(6)             | KC (5)             | MIA(4)             | CIN(3)             | RAI(2) | BUF(1) | 25 | NYG(2) | SF (1) | CHI(4)             | WAS(5)             | PHI(4)             | NO (6)             | ――                 |
| 1989 | ――                 | ――                 | HOU(4)             | PIT(5)             | BUF(3)             | CLE(2) | DEN(1) | 24 | SF(1)  | RAM(5) | NYG(2)             | MIN(3)             | PHI(4)             | ――                 | ――                 |
| 1988 | ――                 | ――                 | CLE(4)             | HOU(5)             | SEA(3)             | BUF(2) | CIN(1) | 23 | SF(2)  | CHI(1) | PHI(3)             | MIN(4)             | RAM(5)             | ――                 | ――                 |
| 1987 | ――                 | ――                 | SEA(5)             | HOU(4)             | IND(3)             | CLE(2) | DEN(1) | 22 | WAS(3) | MIN(5) | SF(1)              | CHI(2)             | NO(4)              | ――                 | ――                 |
| 1986 | ――                 | ――                 | KC(5)              | NYJ(4)             | NE(3)              | CLE(1) | DEN(2) | 21 | NYG(1) | WAS(4) | CHI(2)             | SF(3)              | RAM(5)             | ――                 | ――                 |
| 1985 | ――                 | ――                 | NYJ(4)             | CLE(3)             | RAI(1)             | MIA(2) | NE(5)  | 20 | CHI(1) | RAM(2) | DAL(3)             | NYG(4)             | SF(5)              | ――                 | ――                 |
| 1984 | ――                 | ――                 | RAI(5)             | SEA(4)             | DEN(2)             | PIT(3) | MIA(1) | 19 | SF(1)  | CHI(3) | WAS(2)             | NYG(5)             | RAM(4)             | ――                 | ――                 |
| 1983 | ――                 | ――                 | DEN(5)             | PIT(3)             | MIA(2)             | SEA(4) | RAI(1) | 18 | WAS(1) | SF(2)  | DET(3)             | RAM(5)             | DAL(4)             | ――                 | ――                 |
| 年度 | 1回戦敗退          | 1回戦敗退          | 1回戦敗退          | 2回戦敗退          | 2回戦敗退          | CC敗退 | SB出場 | 回 | SB出場 | CC敗退 | 2回戦敗退          | 2回戦敗退          | 1回戦敗退          | 1回戦敗退          | 1回戦敗退          |
| 1982 | ――                 | PIT(4)             | CIN(3)             | SD(5)              | RAI(1)             | NYJ(6) | MIA(2) | 17 | WAS(1) | DAL(2) | GB(3)              | MIN(4)             | ATL(5)             | StL(6)             | ――                 |
| 1982 | ――                 | CLE(8)             | NE(7)              | ――                 | ――                 | ――     | ――     | 17 | ――     | ――     | ――                 | ――                 | TB(7)              | DET(8)             | ――                 |
| 年度 | WC敗退             | WC敗退             | WC敗退             | DP敗退             | DP敗退             | CC敗退 | SB出場 | 回 | SB出場 | CC敗退 | DP敗退             | DP敗退             | WC敗退             | WC敗退             | WC敗退             |
| 1981 | ――                 | ――                 | NYJ(4)             | BUF(5)             | MIA(2)             | SD(3)  | CIN(1) | 16 | SF(1)  | DAL(2) | TB(3)              | NYG(5)             | PHI(4)             | ――                 | ――                 |
| 1980 | ――                 | ――                 | HOU(5)             | BUF(3)             | CLE(2)             | SD(1)  | OAK(4) | 15 | PHI(2) | DAL(4) | ATL(1)             | MIN(3)             | LA(5)              | ――                 | ――                 |
| 1979 | ――                 | ――                 | DEN(5)             | MIA(3)             | SD(1)              | HOU(4) | PIT(2) | 14 | LA(3)  | TB(2)  | DAL(1)             | PHI(4)             | CHI(5)             | ――                 | ――                 |
| 1978 | ――                 | ――                 | MIA(4)             | DEN(3)             | NE(2)              | HOU(5) | PIT(1) | 13 | DAL(2) | LA(1)  | MIN(3)             | ATL(4)             | PHI(5)             | ――                 | ――                 |
| 1977 | ――                 | ――                 | ――                 | PIT(3)             | BAL(2)             | OAK(4) | DEN(1) | 12 | DAL(1) | MIN(3) | LA(2)              | CHI(4)             | ――                 | ――                 | ――                 |
| 1976 | ――                 | ――                 | ――                 | NE(4)              | BAL(2)             | PIT(3) | OAK(1) | 11 | MIN(1) | LA(3)  | DAL(2)             | WAS(4)             | ――                 | ――                 | ――                 |
| 1975 | ――                 | ――                 | ――                 | CIN(4)             | BAL(3)             | OAK(2) | PIT(1) | 10 | DAL(4) | LA(2)  | MIN(1)             | StL(3)             | ――                 | ――                 | ――                 |
| 1974 | ――                 | ――                 | ――                 | BUF                | MIA                | OAK    | PIT    | 9  | MIN    | LA     | WAS                | StL                | ――                 | ――                 | ――                 |
| 1973 | ――                 | ――                 | ――                 | PIT                | CIN                | OAK    | MIA    | 8  | MIN    | DAL    | LA                 | WAS                | ――                 | ――                 | ――                 |
| 1972 | ――                 | ――                 | ――                 | OAK                | CLE                | PIT    | MIA    | 7  | WAS    | DAL    | SF                 | GB                 | ――                 | ――                 | ――                 |
| 1971 | ――                 | ――                 | ――                 | CLE                | KC                 | BAL    | MIA    | 6  | DAL    | SF     | MIN                | WAS                | ――                 | ――                 | ――                 |
| 1970 | ――                 | ――                 | ――                 | MIA                | CIN                | OAK    | BAL    | 5  | DAL    | SF     | MIN                | DET                | ――                 | ――                 | ――                 |
| 年度 | AFL                | AFL                | AFL                | AFL                | AFL                | AFL    | AFL    | 回 | NFL    | NFL    | NFL                | NFL                | NFL                | NFL                | NFL                |
| 1969 | ――                 | ――                 | ――                 | HOU                | NYJ                | OAK    | KC     | 4  | MIN    | CLE    | LA                 | DAL                | ――                 | ――                 | ――                 |
| 1968 | ――                 | ――                 | ――                 | ――                 | ――                 | OAK    | NYJ    | 3  | BAL    | CLE    | MIN                | DAL                | ――                 | ――                 | ――                 |
| 1967 | ――                 | ――                 | ――                 | ――                 | ――                 | HOU    | OAK    | 2  | GB     | DAL    | LA                 | CLE                | ――                 | ――                 | ――                 |
| 1966 | ――                 | ――                 | ――                 | ――                 | ――                 | BUF    | KC     | 1  | GB     | DAL    | ――                 | ――                 | ――                 | ――                 | ――                 |

- SB：スーパーボウル、CC：カンファレンス決勝、DP：ディビジョナルプレイオフ、WC：ワイルドカードプレイオフ
- 1982-83シーズンについてはストライキの影響で8チームによるトーナメント
- 括弧内はシード順（シード制導入前は表記なし）
- スーパーボウル回の色はいずれのカンファレンスのチームが勝利したかを示す

## タイブレーク
レギュラーシーズン終了後、プレーオフ進出チームおよびそのシード順、次シーズンの対戦フォーマット、およびドラフトの指名順決定のために、順位を確定する。

順位は勝率をもとに決定するが、レギュラーシーズンが17試合しかないため、同じ勝率となるチームが複数存在する。

同じ勝率のチーム同士の順位を確定させる手続きを「タイブレーク」と呼ぶ。

なお、勝率の計算では引き分けを0.5勝0.5敗として計算する。。

### 地区内順位決定のためのタイブレーク

#### 2チーム間のタイブレーク
1. 直接対決の試合（計2試合）の勝率
2. 同地区チームと対戦した試合（計6試合）での勝率
3. 共通のチームと対戦した試合（計8試合）での勝率
4. 同じカンファレンスのチームと対戦した試合（計12試合）での勝率
5. 勝利した試合の対戦相手の合計勝率
6. レギュラーシーズンの対戦相手の合計勝率
7. 同じカンファレンス内での総得点順位と総失点順位の和
8. リーグ内での総得点順位と総失点順位の和
9. 共通のチームと対戦した試合（計8試合）での総得失点差
10. レギュラーシーズンでの総得失点差
11. レギュラーシーズンでの総得失TD差
12. コイントス

#### 3チーム以上の間のタイブレーク
1. 直接対決の試合の勝率
2. 同地区チームと対戦した試合での勝率
3. 共通のチームと対戦した試合での勝率
4. 同じカンファレンスのチームと対戦した試合での勝率
5. 勝利した試合の対戦相手の合計勝率
6. レギュラーシーズンの対戦相手の合計勝率
7. 同じカンファレンス内での総得点順位と総失点順位の和
8. リーグ内での総得点順位と総失点順位の和
9. 共通のチームと対戦した試合での総得失点差
10. レギュラーシーズンでの総得失点差
11. レギュラーシーズンでの総得失TD差
12. コイントス

上の基準を適用中に他チームの順位が決定して2チームが残った場合、2チーム間のタイブレークを最初から適用する。上の基準を適用中に1チームの順位が決定して3チームが残った場合、上の基準を最初から適用する。

### カンファレンス内順位決定のためのタイブレーク
1. 地区内順位を決定する
2. 地区内上位扱いのチーム同士で順位を決定する（決定方法は、後述）
3. 上位扱いとするチームが決定したら、そのチームと同地区の次位のチームを繰り上げて、残ったチームと比較する。

たとえば、3チームA、B、Cが同じ成績で、チームAとチームBが地区X、チームCが地区Yに所属する場合：
1. まず、同地区のチームA、Bの間で順位を決める。仮にチームBが上位とする。
2. 上位扱いのチームBとチームCで順位を決定する。
  1. もし、チームCがチームBより上位と判断すれば、チームBはチームAより上位なので、3チーム全体として上位からC、B、Aの順。
  2. もし、チームBがチームCより上位と判断すれば、チームBと同地区のチームAが繰り上がり、チームCとチームAであらためて判断する。
    1. チームCがチームAより上位と判断すれば、3チーム全体として上位からB、C、Aの順。
    2. チームAがチームCより上位と判断すれば、3チーム全体として上位からB、A、Cの順。

#### 2チーム間のタイブレーク
1. 直接対決があれば、その試合の勝率
2. 同じカンファレンスのチームと対戦した試合での勝率
3. 共通のチームと対戦した試合での勝率（3試合以下の場合、適用しない）
4. 勝利した試合の対戦相手の合計勝率
5. レギュラーシーズンの対戦相手の合計勝率
6. 同じカンファレンス内での総得点順位と総失点順位の和
7. リーグ内での総得点順位と総失点順位の和
8. 同じカンファレンス内での総得失点差
9. レギュラーシーズンでの総得失点差
10. レギュラーシーズンでの総得失TD差
11. コイントス

#### 3チーム以上のタイブレーク
1. 直接対決の試合の勝率（1チームが他のチームにすべて勝利しているか、すべて敗戦している場合のみ適用）
2. 同じカンファレンスのチームと対戦した試合での勝率
3. 共通のチームと対戦した試合での勝率（3試合以下の場合、適用しない）
4. 勝利した試合の対戦相手の合計勝率
5. レギュラーシーズンの対戦相手の合計勝率
6. 同じカンファレンス内での総得点順位と総失点順位の和
7. リーグ内での総得点順位と総失点順位の和
8. 同じカンファレンス内での総得失点差
9. レギュラーシーズンでの総得失点差
10. レギュラーシーズンでの総得失TD差
11. コイントス

上の基準を適用中に他チームの順位が決定して2チームが残った場合、2チーム間のタイブレークを最初から適用する。上の基準を適用中に1チームの順位が決定して3チームが残った場合、上の基準を最初から適用する。

### プレーオフ進出チーム内の順位
1. 地区優勝チームが上位
2. 地区優勝チーム同士で「カンファレンス内順位決定のためのタイブレーク」で順位を判定
3. ワイルドカードチーム同士で、同地区のチームが存在する場合「地区内順位決定のためのタイブレーク」で順位を決定し、その上で「カンファレンス内順位決定のためのタイブレーク」で順位を決定。

### ドラフトの指名順位
ドラフトにおける指名順位は以下の条件により決定される。
- プレーオフに出場しなかったチーム ：1〜18位
- ワイルドカード プレーオフで敗退したチーム ：19〜24位
- ディビジョナル プレーオフで敗退したチーム ：25〜28位
- カンファレンス チャンピオンシップで敗退したチーム ：29〜30位
- スーパーボウル敗退チーム ：31位
- スーパーボウル勝利チーム ：32位

各枠内での順位は以下の基準によって決められる（成績決定時とは逆順）。
1. レギュラーシーズンの勝率
2. レギュラーシーズンの対戦相手の合計勝率
3. 同一ディビジョンのチームの場合、ディビジョン内での順位
4. 同一カンファレンスのチームの場合、カンファレンス内での順位
5. 別カンファレンスのチームの場合、あるいは上記の基準でも順位が決められない場合
  1. 直接対決の結果
  2. 共通対戦相手の合計勝率
  3. 勝った相手の合計勝率
  4. 全試合での総得点順位と総失点順位の和
  5. 総得失点差
  6. 総得失TD差
  7. コイントス

同じ勝率の場合、同一セグメントに含まれるとして順位を設定する。
同一セグメント内の順位は、1巡目で最上位だったチームを2巡目で同セグメント内の最下位に移動し、他のチームを1つずつ繰り上げる。3巡目以降も同様。
実際のドラフトでは、ドラフト指名順位権が選手トレードの条件の一部となって譲渡され、あるいはフリー・エージェントの補償として譲渡されるために、指名順位は上の規定から大幅に変更される。

## 試合運営

### 概要
基本的なルールは、NCAAや日本で行われるそれと同じである。
- 15分4クオーター（全体の競技時間60分）で行う。
- 第4クオーター終了して、より得点の多いチームが勝利する。
- 各チームには、前後半それぞれにタイムアウトが3回ずつ与えられる。

ただし、細かい点で、興業面やテレビ中継、選手の怪我防止を意識したルールの差異がある。特に、怪我の多いキックオフのルールは2023年シーズン以降大きく変更されている。

主な違いは、アメリカンフットボール・NFLとNCAAのルールの差異を参照。

### プレー一般

#### 出場選手
- 各チームは、試合ごとに53人の選手を登録することができる。
- 各チームは、53人中46人をアクティブ、残る7人をインアクティブとして、各試合前に事前に登録する必要がある。
  - プレーできるのは、アクティブ登録の選手のみ。インアクティブ登録の選手は、サイドラインにいることはできる。

#### 装備
- 攻撃、守備それぞれには1名だけヘルメット内に無線レシーバーを装備することができる。
これは自チームのコーチからの指示を受信するためである。
  - 攻撃は、QBとして登録されている選手に装備する。
    - 控えQBがプレーに参加する場合、レフリーに申告しなければならない。

  - 守備は、チーム全体で2名まで装備して、1人目をプライマリー、2人目をバックアップとして扱われる。
    - バックアップの守備選手が、プレーに参加する場合、アンパイアに申告しなければならない。

  - 1つのプレーで、1つのチームからレシーバーを装備した選手が2人参加することはできない。

#### ユニフォーム
- 各チームは、カラージャージ、ホワイトジャージのいずれかを着用する。いずれを着用するかはホームチームが選択する。この選択はシーズンを通して固定ではなく、試合ごとに選択する。
- ホームチームの多くは、チームカラーを基調としたカラージャージを選択するが、例外的にホワイトジャージを選択することもある。
  - ダラス・カウボーイズは、勝率の良さのジンクスから伝統的にホームでもホワイトジャージを着用する（したがって、カラージャージ（紺色）は敵地での試合で相手チームがホワイトジャージを選ばない限り着用することはない）。
  - マイアミ・ドルフィンズやタンパベイ・バッカニアーズは、日差しの強いホームで熱がこもらないようにホワイトジャージを選択することが多い（逆に言えば相手チームに熱がこもるようにカラージャージを着用させるため）。ただし日差しの弱いナイトゲームではカラージャージを着用することもある。
  - 近年は上記以外のチームも、日中の試合あるいは験担ぎを理由にホームでホワイトジャージを選択することがある。
- 近年、各チームは、サードジャージ（3rd jersey, alternate jersey）と呼ばれるジャージを着用することがある。
元来は、1995-96シーズンにリーグ創設75周年を記念し、“スローバックジャージ”と称して昔のユニフォームを着用した。
これが好評であり、グッズ売り上げにも貢献したこともあり、それ以降も着用するチームが多くなった。
その中から新しいデザインのジャージを着用するチームが増えて、サードジャージとして定着した。
サードジャージは、チームによって、スローバックジャージであったり、セカンドカラーを基調としたカラージャージであったり、カラージャージのレイアウトで色の位置の組み替えたジャージであったり様々である。
主にホームのナイトゲームで着用することが多い。
- ジャージの色がカラー、ホワイトの区別がつけば良く、パンツの色についてはカラーでも、ホワイトでもどちらでも良い。
そのため、カラージャージ、ホワイトジャージの2種類に、カラーパンツ、ホワイトパンツの2種類の組み合わせで4種類のユニフォームを、サードジャージさらにサードジャージ仕様のパンツも組み合わせれば9種類のユニフォームを着用するチームも存在する。

### インスタントリプレイ（チャレンジ）

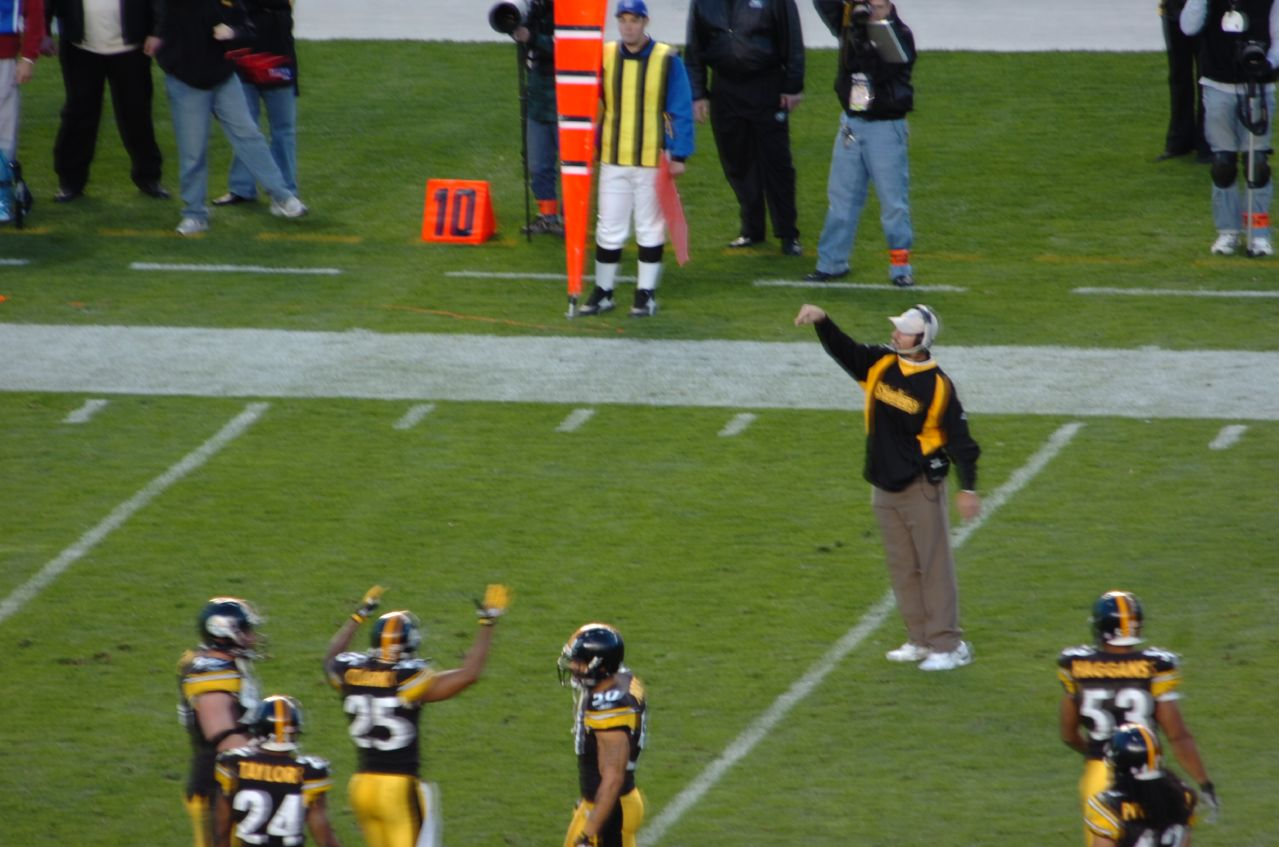
赤いフラッグ（左上）を投げるピッツバーグ・スティーラーズのビル・カウアーヘッドコーチ（2006年）

NFLではプレーの判定が疑わしい場合、ビデオ判定することがあり、これを「インスタントリプレイ」と呼ぶ。
- 両チームのヘッドコーチは、審判にインスタントリプレイを要求する「チャレンジ」ができる。
- 一方、リプレイ担当審判の発議などで、審判サイドが自発的にビデオ判定を行う場合もあり、これを「オフィシャル・レビュー」と呼ぶ。
- チャレンジする権利は各チームに1試合に2回まで。
ただし2回のうち一度でも判定が覆った場合は、さらにもう1回権利が与えられる。
この回数を超えてチャレンジすると、15ヤード罰退。
- チャレンジする場合、ヘッドコーチはあらかじめ提供された「赤いフラッグ」をフィールドに投げ込む。
  - 投げ込むと行っても、審判が視認できればよく、審判の目の前で「赤いフラッグ」を落とすだけでも良い。逆に言えば審判に気づかれなければ無効である。
- チャレンジを受けた場合、レフリーは、ビデオリプレイを確認し、フィールド上の判定が正しいか判断する。
- ビデオリプレイは60秒以内で終了し、速やかに判断を下すことがレフリーに求められている。
- 判定を覆すには明確な証拠を映像で確認できることが必要で、映像確認しても判然としない場合はフィールド上の当初の判定が優先される。
- 判定が覆らなかった場合、チャレンジしたチームからタイムアウト1回が没収される。
  - タイムアウトの残り回数が無いチームには、チャレンジする権利はない。
タイムアウトを使い切った状態でチャレンジすると15ヤード罰退。
  - 判定が覆っても、覆られなくても、チャレンジ回数はカウントされる。
- 「前後半の残り2分以降」、「オーバータイム」、「すべての得点プレーの直後」、「ターンオーバーとなったプレー」ではチャレンジはできない。
  - 全ての得点プレーおよびターンオーバーは自動的にオフィシャル・レビューされる。
  - 前後半の残り2分以降およびオーバータイムにおいて疑わしい判定があった場合は、オフィシャル・レビューを行う。
  - チームからチャレンジを求めると、15ヤード罰退。
    - 2012シーズンまでは、チャレンジするとオフィシャル・レビューも行われなかった。
    - 2013シーズンより、チャレンジした場合、15ヤード罰退となるが、オフィシャル・レビューは実施する。2012シーズンにデトロイト・ライオンズのシュワンツHCが誤って投げ込んでしまい、レビューされなかった事態が問題となり、ルールを改正した。このことから「ジム・シュワンツ・ルール」とも呼ばれる。[13]
    - 得点ではないと判断されたプレーについて、「得点ではないかという疑義」についてはチャレンジ可能。

  - オフィシャル・レビューの場合でも、判定を覆すか否かは、フィールドにいるレフリーが判断する。
- プレーすべてについてチャレンジできるわけではなく、以下のようなことに限定されている。
  - プレーでサイドライン、ゴールライン、エンドゾーン、エンドラインの各ラインに対してどうであったか。
    - 得点プレーでラインを超えていたか（アウト・オブ・バウンズであったか否か）。
ボールキャリアがゴールラインを超えたか否か。
    - パスが成功、失敗、インターセプトの成立の判断材料として、サイドライン、ゴールライン、エンドゾーン、エンドラインに対してどうだったか。
    - ランナーがフィールドの中か外か。
    - ルースボールのリカバリーがフィールドの中か否か。

  - パスプレー
    - パスが成功したのか、不成功となったのか、インターセプトが成立したか。
    - 有資格レシーバーや守備選手によるボールのタッチがあったのか。
（タッチしていないことはパスキャッチ妨害の成立要因）
    - パッサー（QB）がパスを投げたのか、ファンブルしたのか。
（フォワード・プログレッション（前方へのパスが投げられる過程）の有無）
    - スクリメージ・ラインを超えてからの不正な前方へのパスであったか。
    - ターンオーバー後に不正な前方へのパスであったか。
    - スクリメージ・ライン後方での、前方へのパスだったか、後方へのパスだったか。

  - その他
    - ランナーが守備選手の接触でダウンしなかったとする判定に対する判断。
ダウン・バイ・コンタクトがあったのでないかという疑義。
    - ファンブルが発生したプレーで、ダウン・バイ・コンタクトとする判定に対する判断。
ファンブルであったのではないかという疑義。
    - パッサーのファンブルと思われるプレーで、パス不成功であったとする判定に対する判断。
ファンブルであったのではないかという疑義。
    - ルース・ボールがアウト・オブ・バウンズであったとする判定に対する判断。
リカバーがあったのでないかという疑義。
    - キックにタッチしたか。
    - フィールドゴール、トライのキックが成功したか。
    - スナップしたときの選手の人数。
    - 不正な前方への手渡し。
- 以下の項目は、リプレイの対象外。
  - 計時の状態。
  - ダウン数。
  - 反則の有無。
    - 他のインスタントリプレーの判断の過程で露呈した反則は採用する。
たとえば、タッチダウン・パスと認定したプレーをレビューした結果、レシーブした選手が自らアウト・オブ・バウンスに出ていたことが判明した場合、「無資格レシーバーのタッチ」の反則と判断する。
    - 逆に他のインスタントリプレーの判断の過程で、反則の立脚根拠がなくなった場合、反則を取り消す。
たとえば、パス・インターフェアレンスの反則と判断したプレーで、他の理由でレビューしたとき、インターフェアレンス発生前に、ボールへの正当なタッチがあったと判明した場合、インターフェアレンスの反則が成立しないため、反則を取り消す。
    - レビューしたプレーで反則があり、反則の施行の有無を宣告した後に、レビューして判断が変わった場合、あらためて罰則の施行をすべきか否かを判断する。
オフェンスのタッチダウンと判断されたプレーでディフェンスのオフサイドがあったとき、いったん罰則辞退を宣告した後に、レビューした結果タッチダウンを取り消した場合、オフサイドの罰則を採用して、ディフェンス側の5ヤード罰則を適用する。

  - ランナーが守備選手の接触でダウンしたとする判定に対する判断。
  - タッチダウンやファーストダウン獲得とは関係のない前進位置。
  - 不用意なホイッスル。

## 人気
NFLはアメリカで最も人気のあるプロスポーツリーグである。アメリカ大手世論調査会社ハリス・インタラクティブの2014年12月時点での調査 によると、最も好きなスポーツのトップはプロアメリカンフットボールであり、他の北米4大プロスポーツリーグを大きく引き離している。大手世論調査会社ギャラップの調査によると、アメリカンフットボールは1968年に野球の人気を初めて上回り、それ以降不動の全米一番人気スポーツという地位を維持し続けている。2012年12月時点の調査では、返答者の63%がプロアメリカンフットボールのファンであると回答している。
NFLで最も人気のあるチームは、2017年から2022年にかけてのGoogle検索回数に基づくとダラス・カウボーイズである。2000年代から2010年代にかけて黄金時代を築きスーパーボウル最多優勝記録を持つニューイングランド・ペイトリオッツが2位、スーパーボウル以前の時代を含めたNFLの最多優勝記録を持つグリーンベイ・パッカーズが3位となった。パッカーズは、人口10万人程度の小さな都市を本拠地にし市民が所有する唯一のNFLチームであり、1試合平均7万人以上の観客動員数を誇る。シーズンチケットのキャンセル待ちの人数が非常に多いことでも知られており、入手まで平均956年を要するとされる。
アメリカにおいてNFLの放送は極めて人気が高く、2019年の年間視聴率上位50番組のうち41番組、および上位10番組のうち7番組はNFLの試合である。
ブラジルはメキシコに次いでファンが多い。

## 経営
NFLの年間の総収入は、2019年シーズンで160億ドルと推定されており、世界最大のプロスポーツリーグである。
NFLの1試合の平均観客動員数は、2012年シーズンのレギュラーシーズンで6万7000人を超えている。最も多かったのはダラス・カウボーイズの8万8531人であり、最も少なかったのはオークランド・レイダースの5万4216人である。レギュラーシーズンの試合数自体が各チーム17試合と非常に少なく、チケットの入手が容易ではないこともあって、観客動員は1試合の平均収容可能人員の90%以上に相当する動員を記録している。収益力においてはレギュラーシーズン各チーム162試合のメジャーリーグや82試合のNBAなどを圧倒的に凌駕している。

### 所有権と本拠地の移動
NFLチームが高収益を上げる魅力的な投資対象であるため、チームの所有権はしばしば売買対象となる。1983年から2023年の40年間に、32チーム中19チームの所有権が移動した。
また各チームは収入を上げるため、より価格の高い特別席の割合を増やした新スタジアムの建設を追求し、建設に公的資金の投入を求めることが多い。建設ができない場合、有利な条件を求めて本拠地を移動することがある。1983年から2023年の間、6チームが本拠地を移動した。

### レベニュー・シェアリング
レベニュー・シェアリングは40年以上前にその仕組みの原型は完成している。全試合の入場料収入の40%、放映権料、グッズ売り上げ、全国スポンサー収入などを一括してリーグが基金に吸収した上で、全チームに同額を配分している。これにより小都市のチームも大都市のチームに比肩する収入を得ることができる。

### サラリーキャップ
サラリーキャップというチームに所属する全ての選手の年俸の総額に、全チーム共通の上限金額および下限金額を設ける制度を導入し、かつ厳しく運用しているため、球団の支出は抑制され健全な経営を実現している。それでもNFL選手の年俸は特にトップクラスの選手を中心に非常に高い。フォーブスの2016年時点での調査によると、世界のアスリートの年収ランキングトップ100では、NFLの選手が21名ランクインしてメジャーリーグの26名に次いでおり、サッカーやNBAよりも多かった。また、NFLの選手で最も年収が多いのは、2023年シーズンのボルティモア・レイブンズのラマー・ジャクソンであり、推定8150万ドルであった。サラリー・キャップ順守が危うい場合、チームは高年俸選手を放出することが多い。

### 健全経営
レベニュー・シェアリングによる収入確保とサラリーキャップによる支出抑制が相まって、NFLはアメリカの4大スポーツリーグで最も健全な運営を行うリーグであり、ほぼ全チームが黒字経営である。ただし、年によっては赤字経営となったチームもあり、2005年度はニューオーリンズ・セインツが唯一の赤字経営球団となったが、これはハリケーン・カトリーナの影響でホームスタジアムが使えず、サンアントニオなどで公式戦を行ったからである。また、2020年シーズンはCOVID-19のために無観客試合が多数あり、多くのチームが赤字に転落した。
毎年の収支を公開する唯一のチームであるグリーンベイ・パッカーズの2021年シーズンの収支では、リーグからの全チーム同額の分配金が3億4700万ドルであり、入場料収入の60%が大部分を占める自前の収入は2億3100万ドルであった。その結果、収支は7700万ドルの黒字となっている。

### 資産価値
| 順位 | リーグ         | チーム数 |
| ---- | -------------- | -------- |
| 1    | NFL            | 30       |
| 2    | NBA            | 7        |
| 3    | MLB            | 5        |
| 4    | プレミアリーグ | 4        |
| 5    | ラ・リーガ     | 2        |
| 6    | ブンデスリーガ | 1        |
| 6    | リーグ・アン   | 1        |

高い人気による高収入とサラリーキャップによる健全経営の結果、NFLチームの資産価値は高い。
アメリカの経済誌フォーブスが2022年に発表した世界のメジャースポーツの各チームの資産価値の格付けランキングでは、ダラス・カウボーイズが80億ドルであり、NFLで最も資産価値が高いチームであると同時に、サッカークラブのレアル・マドリードなどを上回り、全世界のスポーツチームで1位となった。

## 戦力均衡の追求
NFLのリーグ運営は設立当初から「スポーツの魅力とは最高のレベルで戦力の均衡したチームが繰り広げる競争状態である」という理念のもとに行われている。そのため、戦力や資金力が特定のチームにだけ片寄ってしまうことのないように様々な戦力均衡のための制度が導入されている。
レベニュー・シェアリング (Revenue sharing)、サラリーキャップ、ウェーバー制ドラフトなどにより資金力と戦力を均衡させ、ニューヨークのような大都市にあるチームも、グリーンベイのような地方の小都市にあるチームも、可能な限り対等な条件で戦う仕組みを作っている。
サラリーキャップは上限だけでなく下限も規定しており、チームが利益を優先して出費を渋ることを防いでいる。2013年-2016年および2017年-2020年は、それぞれの4年間の総額が上限の88.8%を下回ることができないと定められている。下回った場合の差額はその4年間にチームに属した選手に分配される。ただしサラリーキャップ下限の導入は、戦力均衡のためというよりは、年俸上昇を求める選手会との交渉の結果である。
各チームは価格の高い特別席を増やし、ローカルスポンサーを得るなどして収入を増やし、サラリーキャップ対象とならないスタッフ報酬や施設改善に投資してチーム強化を図る傾向がある。
対戦チーム分析のカギとなるスカウティング映像（対戦相手の戦術分析用の映像）についても、リーグ機構がこれを撮影・管理しており、これを全チームが同条件で共有している。また、ドラフトで指名される可能性のある大学選手の情報についても、同様である。
例えば、あるチームが知名度の低い大学に知られざる逸材を発見したとしても、その選手に関する調査を開始する前にリーグに通知しなければならない。リーグは直ちにその選手のスカウティング映像を得るため撮影チームを送り込み、その映像は全チームで共有されることになる。また、その選手を見つけたチームが、他チームより前にその映像を見ることは許されない。
だが、これらの戦力均衡策が導入されたからと言って、チーム成績については均衡とはなっていない。サラリーキャップが導入された1994年シーズン以降、ニューイングランド・ペイトリオッツやカンザスシティ・チーフスといったチームが長期に渡り上位に進出する一方、クリーブランド・ブラウンズは30シーズンで最下位18回と過半数が最下位となっている。

## 選手獲得

### ドラフト
NFLドラフトは毎年4月に行われる。完全ウェーバー制により、32チームが前シーズン順位の下位から上位への順で、7ラウンドで指名を行うが、実際の順番はトレードやフリー・エージェント補償での譲渡により大幅に変更される。
ドラフトされ入団した選手はラウンドごとに定められた年俸で4年契約を結び、5年めの契約はチームが選べるオプションとなる。ただし、サラリーの保証やトレーニングキャンプ参加のボーナスなどリーグに規定されていない部分もあり、契約でもめることもある。
ドラフトは大学4年生が対象であるが、下級生でも定められた期日までに届け出を出せば対象となる。
ドラフトは、一般参加が可能なイベントであり、例年数十万人のファンが訪れる年間カレンダーで最も重要なイベントの一つとなる。開催都市は、全米各都市を持ち回りで決定される。
ドラフトで選択されなかった選手は各チームが自由交渉で契約する。2021年の例では、ドラフト会議で259人が選択されたのに対し、その後2週間程度で251人の選手がドラフト外の契約を結んだ。
サラリーで重みづけしたフリー・エージェントによる得失が計算されて、損失を出したと判断されるチームには補償ドラフト(Compensatory Draft)の選択の権利が与えられる。
何らかの事情でドラフトに参加できなかった選手がいた場合は補足ドラフト(Supplemental Draft)が行われる。各チームは翌年のラウンドを賭けて入札し、最も上位のラウンドを賭けて権利を獲得したチームは翌年のドラフトでそのラウンドの権利を失う。
また新規にチームが創設された時に限ってエクスパンジョン・ドラフト(Expansion Draft)が行われる。

### フリー・エージェント
契約の切れたNFLの選手は自動的にフリー・エージェントになる。フリー・エージェントには以下の種類がある。
- Exclusive-rightsフリー・エージェントは2年以下チームでプレーした選手であるが、チームの提案する契約にサインするか、無報酬で1年間プレーしないことを選ぶしかない。
- Restrictedフリー・エージェントは3年以上4年未満チームでプレーした選手の権利であり、選手は他のチームと交渉できるが、所属チームは同条件で引き留める優先権を持つ。優先権を行使しない場合は、所属チームの契約提案に相応のドラフト順位を一つ与えられて補償される。
- Unrestrictedフリー・エージェントは4年以上チームでプレーした選手の権利であり、選手は他のチームと交渉でき、所属チームには何の優先権も補償もない。

### フランチャイズタグとトランジションタグ
各チームは、複数年契約に至っていない重要な選手をとりあえず一年確保するため、一人だけフランチャイズタグあるいはトランジションタグを付けることができる。

### 自由契約とウェーバー
チームが選手との契約を打ち切る場合、NFLで4シーズン以上プレーした選手はリリースされて自由契約（フリーエージェント）となり、それ未満の選手はウェーバー公示となる。
自由契約となった選手はどのチームとも交渉することができる。
7月4日からレギュラーシーズン終了時までの間のウェーバー公示期間は24時間であり、レギュラーシーズン終了時から2月1日の間は3日間である。いずれの場合も直前シーズンの成績で決定されるドラフト順で各チームに優先権が与えられ、現在の契約のまま自動的に獲得される。公示期間中に獲得されなかった選手は自由契約となり、どのチームとも交渉できる。

### トレード
レギュラーシーズン9週目後からシーズン終了までの期間を除き可能である。選手だけでなく将来のドラフト指名権や金銭、さらにはコーチとの契約も含めてトレード対象となる。2022年の例では、ヒューストン・テキサンズがクリーブランド・ブラウンズに、デショーン・ワトソンと2024年5巡目指名権を渡す代わりに、2022年、2023年、2024年ドラフトの1巡目指名権、2023年の3巡目指名権、そして2024年の4巡目指名権を受け取るトレードが行われた。トレード対象の選手の新チームでのプレー内容によって代償が変化する条件付きのトレードも行われる。

## テレビ放送権
NFLのテレビ放映権は、レギュラーシーズン・ポストシーズンともに、全試合がNFLと放送局との間で契約が結ばれる。放映権料は各チームにほぼ均等に配分され、レベニュー・シェアリングの源泉となっている。
なお、他のメジャースポーツ (MLB , NBA , NHL) では、リーグが放映権を管理するのは全国放送やポストシーズンなど一部であり、それ以外のローカル放送はチームが放送局と直接契約することから、チームによって収入に大きな差が出ている。
以下の放送のほか、NFL独自の配信サービスであるNFL Game Passが全試合の配信を行う。2023年にはDAZNと全世界でDAZNを通して全試合を配信する10年間のパートナーシップを締結した。
2023年シーズンから2033年シーズンまでの11年間は、総額1130億ドルで、アメリカ国内では以下の放送局・配信業者に権利が与えられる。
- FOX：NFL on FOX（アウェーチームがNFCであるレギュラーシーズン日曜日、感謝祭、およびほとんどのポストシーズンの試合をCBSと分け合う）（Tubiによる配信を含む） 22億ドル/年
- CBS：NFL on CBS （アウェーチームがAFCであるレギュラーシーズン日曜日、感謝祭、およびほとんどのポストシーズンの試合をFOXと分け合う）(Paramount+による配信を含む) 21億ドル/年
- NBC：Sunday Night Football （Peacockによる配信を含む）20億ドル/年
- ESPN/ABC：Monday Night Football （ABCによる地上波放送、ESPN+による配信を含む）27億ドル/年、およびワイルドカード1試合、ディビジョナルプレーオフ1試合、および第18週のサタデーフットボール2試合 (2021年-2025年) 1億ドル/年 (2021年-2025年) [30]
- Amazonビデオ：Thursday Night Football 10億ドル/年 (2022年シーズンから2032年シーズンまで[31])

さらに2024年のクリスマスには2試合、2025年および2026年のクリスマスにもそれぞれ1試合以上をNetflixが独占配信する。
また、上記の期間スーパーボウルはCBSが2023,2027,2031シーズン、FOXが2024,2028,2032シーズン、NBCが2025,2029,2033シーズン、ABCが2026,2030シーズンを放送する。

### 日本での放送
2021年シーズン以降は、G+のみが放送している。
- 日テレG+（NFL on 日テレG+)
  - レギュラーシーズンはSNFとTNFを中心に週に生中継1～3試合程度。録画放送も1~3試合程度。ポストシーズンはスーパーボウルを含め、全試合を生中継している。NFLドラフトの一部も生中継する。

### 日本での配信

#### NFL Game Pass
- DAZN内の単独契約またはアドオンとして提供され、全試合の配信を行う[34]。

#### DAZN
- 2016-2017年シーズンより日本でNFLのオンライン配信を開始した。2022年シーズンまでは、レギュラーシーズンは週3〜10試合を、プレーオフは全試合を生配信および録画配信した。
- 2023年シーズンは、NFL Game Passの販売に伴い、レギュラーシーズンは週2試合程度、プレーオフはスーパーボウルを除いて半数程度の試合の配信を行い、プレシーズンゲームは全試合を配信した。
- 2024年レギュラーシーズンは通常配信枠が拡大され、1節当たり6-7試合程度を配信。そのうち4試合程度に以下のメンバーによる日本語実況・解説が入る。

実況（2024年シーズン）
- 阿江保智（シグマ・セブンe所属のフリーアナウンサー、BULLSフットボールクラブ選手。元テレビ西日本アナウンサー）
- 有馬隼人（グリーンメディア所属のフリーアナウンサー、オリエンタルバイオシルバースターヘッドコーチ。元TBSアナウンサー。NFL on 日テレG+での実況・解説と兼任）
- 北野文啓（Sports Zone所属のフリーアナウンサー）
- 島田仁（フリーアナウンサー）
- 長澤洋明（Sports Zone所属のフリーアナウンサー）
- 安井怜介（Sports Zone所属のフリーアナウンサー、元岐阜放送）

解説（2024年シーズン）
- 生沢浩（ジャパンタイムズ運動部部長、元NHK-BS NFL中継解説者）
- 井上友綱（実業家、元早稲田大学米式蹴球部ビッグベアーズ）
- 輿亮（富士通フロンティアーズアドバイザー、元NHK-BS NFL中継解説者）
- 波木健太郎（早稲田大学コーチ、元アサヒビールシルバースター）

### 過去の日本での放送・配信
スーパーボウルについては、テレビ朝日やTBS（「月曜ロードショー」枠）で放送していた時期もあったが、シーズン通じての放送は、地上波では1970年代に東京12チャンネル（アメリカン・プロフットボールアワー）で放送した後、1988年から日本テレビが放送を始め（1994年から1996年までは放送せず）、衛星放送では1986年頃から試験放送がされ、1989年から2020年まではNHK BS1が放送した。1998年にはスカパー!のパーフェクト チョイスで週4〜5試合生中継を含むパッケージ「NFLシーズンチケット」を開始したが採算がとれず、放送4年目の2001年シーズンをもって放送終了した。翌2002年シーズンより2015シーズンまではGAORAが放送した。日本テレビ系のBS日テレでは開局後の2001年シーズンから2006年シーズンまで放送した。2016年シーズンから2019年シーズンまではHuluにて、2020年シーズンから2022年シーズンまではイージースポーツ（旧イレブンスポーツ）にて、日テレG+が放送する試合の一部をそれぞれリアルタイム配信していた。Amazon Prime Videoが日本でTNFを配信したシーズンもあった。2022年シーズンと2023年シーズンはPLAY VIDEO STORESにて、日テレG+が放送する試合を生配信及び録画配信でオンデマンド提供していた（ただしスーパーボウルは配信されなかった）。

## NFL設立のエピソード
1920年8月20日、オハイオ州カントンにあるジョーダン&ハップモービル社という小さな自動車ショールームの一角で、当時アメリカ・オハイオ州に存在したアメリカン・フットボールリーグ「オハイオ・リーグ」に所属するアクロン・プロス、カントン・ブルドッグス、クリーブランド・タイガース、デイトン・トライアングルスの4チームからなる、アメリカン・フットボールの将来を決める会議が行なわれた。
9月17日には第2回目の会議が同じくオハイオ州カントンで開かれたが、この時には上記4チームに加えて、インディアナ州からハモンド・プロスとマンシー・フライヤーズ、ニューヨーク・プロフットボール・リーグからロックアイランド・インディペンデンツ、イリノイ州からディケーター・ステーリーズ（現シカゴ・ベアーズ）とランシー・カーディナルス（現アリゾナ・カーディナルス）が参加し、APFA（American Professional Football Association）の設立が決められた。
このAPFAが現在、アメリカ合衆国におけるメジャースポーツのひとつNFL（National Football League）の前身となった。
更にバッファロー・オールアメリカンズ（ニューヨーク・プロフットボール・リーグ）、シカゴ・タイガーズ、コロンバス・パンハンドルス、デトロイト・ヘラルズが加わり、そしてカントン・ブルドッグスのジム・ソープがAPFAの初代プレジデントに任命された。
しかし、対戦スケジュールなどは各チーム毎の任意となり、よって試合数や対戦相手もバラバラで正式な（平等な）記録はないに等しいシーズンとなったが、唯一の無敗チームだったアクロン・プロスが、翌1921年4月30日にカントンで開かれた会議で栄光ある初代王者であると認定され、Brunswick-Balke Collender Cupが授与された。この対戦は非公式に「NFL 1920シーズン」と呼ばれている。

## NFLインターナショナルシリーズ
NFLは合衆国外で定期的に公式戦を開催している。2020年シーズンは、新型コロナウイルス感染症流行により、国外の試合はすべて中止された。2021年シーズン以降、各チームが少なくとも8年に1度は国外で公式戦を戦う。2025年以降は現行の年4試合を最大で年8試合とすることを決定している。
なお、バッファロー・ビルズが2008年から2013年まで、年1試合程度カナダ・トロントで主催試合を開催していた「トロント・シリーズ」、アリゾナ・カージナルスが2005年にメキシコシティのエスタディオ・アステカで開催した「フットボル・アメリカーノ」は、いずれもチーム独自の主催であったため、リーグが主催を手掛けるインターナショナルシリーズには含まれていない。

### ロンドン開催
イギリスのロンドンには、1991年から1998年までワールドリーグ・オブ・アメリカンフットボール（後にNFLヨーロッパ）のロンドン・モナークスが存在していた。
NFLの国際戦略の一環として、2007年よりレギュラーシーズンのゲームをロンドンのウェンブリー・スタジアムで開催するようになった試合が、NFLインターナショナルシリーズ（ロンドンゲーム）と呼ばれている。開催には多額の費用がかかることからNFLは2010年には2試合目の開催を断念していたが、2013年には2試合、2014年から2016年までは3試合、2017年には4試合、2018年には3試合、2019年には4試合が行われた。2013年から2016年までは、ジャクソンビル・ジャガーズが1試合ホームゲームを行い、2017年以降もジャガーズのホームゲームがロンドンで開催されている。
試合会場はウェンブリーのほか、2016年シーズンよりトゥイッケナム・スタジアムも使用されている。2019年シーズンは、トゥイッケナムに代わりプレミアリーグ所属のサッカークラブであるトッテナム・ホットスパーFCの新本拠地スタジアム・トッテナム・ホットスパー・スタジアムで開催 される。
NFLの国際部門の成長は鈍く、最大の利益を上げているカナダでも人員が8人から減らされる状況の中、ロンドンに一点集中して投資が行われている。
スイートルーム以外の座席収入は、ホームチームの収入ではなく、NFL32チームで分配されている。
チケットは毎年のように発売後数分で完売となっているが、2012年にプロフットボール・ウィークリーの記者が、ロンドン・デイリー・エクスプレスのNFL担当記者に尋ねたところ、それほどの人気ではなく、最も知名度の高い選手は、20年近く前に引退したウィリアム・ペリーだという。
2013年の試合に先立ってリージェント・ストリートで行われたブロックパーティーには50万人が訪れた。
アトランタ・ファルコンズのアーサー・ブランクオーナーは、楽観的な見方をしており、2014年に将来はロンドンにチームができるのではないかと語っている。
なお、2011年2月のNBCスポーツの報道によれば、イギリス国内でのスーパーボウルの視聴者は、300万人から500万人と推測されている。

### メキシコ開催
2016年シーズンからは、インターナショナル・シリーズの一環として2005年シーズン以来となるメキシコでの試合開催が開始されている。メキシコシティのアステカ・スタジアムを使用。2017年シーズンに引き続き、2018年シーズンも開催される予定であったがスタジアム環境の不備により中止された。2019年シーズンは予定通り開催された。2023年シーズン以降は開催がない。

### ドイツ開催
2022年シーズンのミュンヘン開催試合を皮切りに、2022年から4シーズンの間にフランクフルトなどドイツ国内でレギュラーシーズン4試合が行われる予定である。

### ブラジル開催
2024年シーズンにはアレーナ・デ・サンパウロで1試合が開催された。2025年シーズンにもチャージャーズを指定チームとし、サンパウロのコリンチャンス・アリーナで1試合開催予定である。

### スペイン開催
2025年シーズンにはマドリードのエスタディオ・サンティアゴ・ベルナベウで1試合が開催される予定である。

### アイルランド開催
2025年シーズンにはダブリンのクローク・パークで1試合が開催予定である。

### オーストラリア開催
2026年シーズンにはメルボルン・クリケット・グラウンドで開催される予定で、ロサンゼルス・ラムズが指定チームとなる。

## ファンタジー・フットボール
リアル世界とバーチャル世界が連動するスポーツゲームであり、NFLの全32チームからお気に入りの選手を選んで仮想のチームを編成しておくと、その選手たちのリアル世界での試合でのプレー内容一つ一つに応じて自分が編成した仮想のチームに得点が加算され、成績と勝敗が決まる。
ファンタジー・フットボールのプレイヤー比較ツール「Player Comparison Tool」などの機能には、リアルタイムにデータを処理するために、NFLと提携関係にあるドイツのソフトウェア大手SAPが提供する「SAP HANA」や「SAP Cloud Platform」といった高速データ処理プラットフォーム、「SAP Lumira」（ルミーラ）という分析ツールが採用されている。